# Durolle
Vous lisez un « bon article » labellisé en 2019.
Pour les articles homonymes, voir Durolle (homonymie).
La Durolle (anciennement Dorole) est une rivière française, longue de 32 km, située dans les départements de la Loire et du Puy-de-Dôme, en région Auvergne-Rhône-Alpes. Affluent en rive droite de la Dore qu'elle rejoint en aval de Thiers, elle est un sous-affluent de la Loire par l'Allier.
La rivière prend sa source dans les monts du Forez où la quantité de précipitations est élevée tout au long de l'année. Après avoir longé le bourg de Noirétable, la Durolle s'enfonce dans de profondes gorges — jusqu'à sa sortie de la vallée des Rouets et de la vallée des Usines — réputées pour détenir un important patrimoine naturel et industriel. Connue depuis le Moyen Âge pour permettre d'abord aux papeteries de fabriquer du papier, elle doit sa renommée à sa force motrice qui permettait aux coutelleries de fabriquer des couteaux. Aujourd'hui, la rivière laisse un passé industriel important qui est utilisé comme atout touristique.

## Toponymie
Le nom de la rivière proviendrait, selon certains, en partie d'une racine celtique (supposée) « dour » ou « dor » qui signifierait « rivière » en français. La Dore — qui est la rivière où se jette la Durolle — tient également son nom de ces racines « celtiques ».
Toutefois, le Dictionnaire étymologique des noms de rivières et de montagnes de France d’Albert Dauzat, Gaston Deslandes et Charles Rostaing (Paris, Klincksieck, 1978), qui fait autorité, explique Dore (et Durolle) par un radical pré-celtique « qu’on retrouve dans le Douro d’Espagne, les deux Dora du Piémont, etc. » (article DORE). D’ailleurs, le Dictionnaire de la langue gauloise de Xavier Delamarre (2e édition, Paris, Errance, 2003) n’indique aucun terme celtique « dor » ou « dour » qui aurait le sens de rivière.
La Durolle, autrefois appelée « Dorole », signifie « petite Dore ». Son surnom, la « Goutte noire », qui fait référence à sa couleur au XIXe siècle lorsque des rouets utilisaient l'eau de la rivière, est porté par un village traversé par la rivière sur la commune de Chabreloche. Le nom de la rivière est également repris par deux communes de la région : Celles-sur-Durolle et Saint-Rémy-sur-Durolle et un lieu-dit la Durolle sur la commune de Noirétable.
Elle est nommée Duròla en occitan, la langue régionale en Auvergne.

## Géographie

### Cours de la rivière

Panorama des gorges de la Durolle sur la commune de Thiers.

Longue d'un peu plus de 32 km, la Durolle commence son cours à environ 815 m d'altitude au sud-est du Puy de la Chèvre sur la commune de Noirétable dans le département de la Loire,. Elle longe le bourg de Noirétable sans le traverser puis aborde plusieurs villages la surplombant avant de traverser des villes comme Chabreloche ou La Monnerie-le-Montel et enfin d'arriver à la plus grande commune qu'elle irrigue et dont l'histoire lui est fortement liée, Thiers ; ville où se situe également l'embouchure avec la Dore.
En amont, la rivière suit une partie des monts du Forez, où elle prend sa source, jusqu'à son entrée dans la commune de la Monnerie-le-Montel où elle divise les contreforts du Forez. À partir de là, et jusqu'à sa sortie de la vallée des Usines au quartier du Moutier à Thiers, les berges se rétrécissent et la rivière s'encastre dans une profonde vallée où plonge la falaise et le rocher des Margerides. Le relief, très accidenté et en grande partie boisé, lui confère un tracé sinueux suivant les courbes abruptes de la montagne. À partir de son passage près de l'abbaye du Moutier, la Durolle devient plus calme et le relief très plat divise son lit en deux branches avant que ces dernières se jettent dans la Dore à des positions géographiques différentes.

### Hydrologie
Le bassin hydrographique de la rivière Durolle mesure 172 km2. Son module, mesuré près du pont de Saint-Roch à Thiers, à mi-chemin entre la source et l'embouchure, est de 3 m3/s. Le débit varie de façon significative tout au long de l'année, et d'une année à l'autre. En période de sécheresse en été, la débit de la rivière peut descendre jusqu'à 0,05 m3/s ; mais en hiver voire en automne, il peut grimper rapidement jusqu'à 82 m3/s comme ç'a été le cas lors de la crue de mars 1988,. Les affluents de la rivière sont en général des ruisseaux de faible longueur et de petit débit. Les principaux sont, d'amont en aval, le ruisseau de Membrun, le ruisseau de Pigerolles, le ruisseau de la Prade, le ruisseau d'Aubusson, la Jalonne, la Semaine, le Dauge, le Martignat, le Bouchet, les Ris ou encore le ruisseau des Boucheries,,.
Un barrage situé sur la commune de Thiers est installé sur le tracé de la Durolle : le barrage de Membrun,. Sa mise en eau, le 22 mai 1985, permet de régulariser le débit de la rivière notamment lors des périodes de sécheresse. Ce barrage est devenu depuis la fin des années 1980 un site qui attire les randonneurs et les promeneurs.

### Communes et cantons traversés

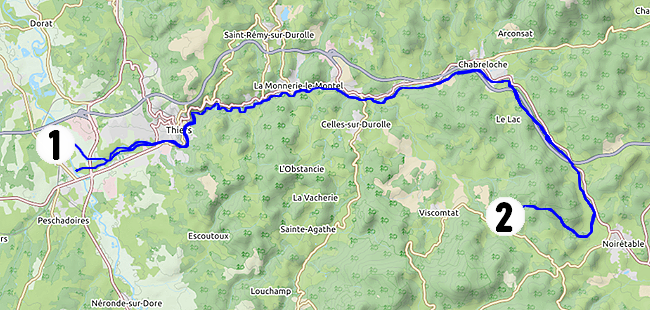
Plan du tracé de la Durolle. 1 = embouchure avec la Dore ; 2 = source à Noirétable.

Dans les deux départements de la Loire et du Puy-de-Dôme, la Durolle traverse les sept communes suivantes,, de l'amont vers l'aval : Noirétable (source), Cervières, Les Salles, Chabreloche, Celles-sur-Durolle, La Monnerie-le-Montel, Thiers (confluence).
En termes de cantons, la Durolle prend source dans le canton de Boën-sur-Lignon, conflue dans le canton de Thiers, le tout dans les arrondissements de Montbrison et de Thiers.

### Toponymes
La Durolle a donné son hydronyme aux deux communes de Celles-sur-Durolle, Saint-Rémy-sur-Durolle, cette dernière traversés par un affluent de la Durolle, les Ris.

### Bassin versant
La Durolle traverse les trois zones hydrographiques K295, K296, K297 partiellement, pour une superficie totale de 172 km2. Ce bassin versant est constitué à 58,37 % de « forêts et milieux semi-naturels », à 39,63 % de « territoires agricoles », à 2,01 % de « territoires artificialisés ».

### Géologie
Le contexte géologique de la Durolle a pour conséquence une rivière scindée en deux territoires géologiques bien distincts séparés par une limite représentée par l'abbaye du Moutier qui se situe en son milieu. L’histoire géologique de la région thiernoise est caractérisée par la présence d’une faille majeure d’orientation générale nord-sud affectant le socle géologique régional : elle délimite ce socle en blocs distincts tout en servant de guide à l’effondrement tectonique du bloc ouest tandis que le bloc est reste plus ou moins en place. À l’ouest, l’effondrement du bloc permet le remplissage par des roches sédimentaires : c’est le bassin de Limagne sur lequel la Durolle coule lentement. À l’est, la partie du socle qui ne s’est pas effondrée correspond aux monts du Forez et à ses contreforts, constitués de roches magmatiques sur lesquelles la rivière coule de façon torrentielle.
Les terrains les plus anciens qui affleurent la partie haute de la rivière sont d’âge paléozoïque, ils sont constitués de différents granites parfois recouverts d’arènes et d’éboulis. Dans la partie basse, le remplissage sédimentaire est d’âge cénozoïque ; ces terrains ne sont pas visibles car ils sont recouverts par un épais manteau d’alluvions récentes, sableuses et argileuses, étagées en terrasses.

### Faune et flore
Sur les berges de la Durolle, de nombreuses espèces végétales sont recensées. Parmi elles, les espèces de plantes les plus représentées sont des fougères (avec deux espèces : fougère-aigle et fougère-mâle), des mousses végétales, des lierres, des ronces, des orties, des clématites, des frênes ou encore des euphorbes. Plusieurs espèces d'arbres sont également présentes dans le lit majeur et mineur de la Durolle : des chênes, des genêts à balais ou encore des sapins.
Plusieurs espèces faunistiques, réparties en plusieurs catégories sont présentes dans les gorges de la Durolle. Dans le groupe des mammifères, les plus fréquents sont les loutres et les putois d'Europe tandis que pour le groupe des oiseaux, un grand nombre d'espèces est recensé, du faucon pèlerin au bruant jaune en passant par la mésange noire et le pouillot de Bonelli. La truite est également une espèce de poisson qui vit dans des rivières où le courant est abondant et où la température est fraîche ; c'est le cas de la Durolle où cette espèce est très répandue,.

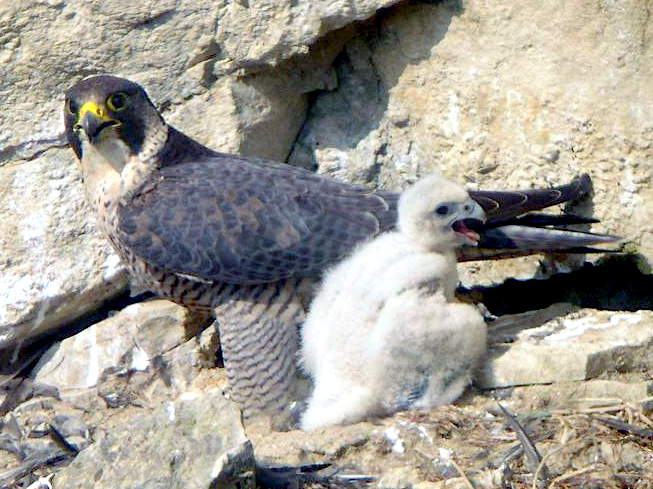
Un faucon pèlerin et son petit en France.
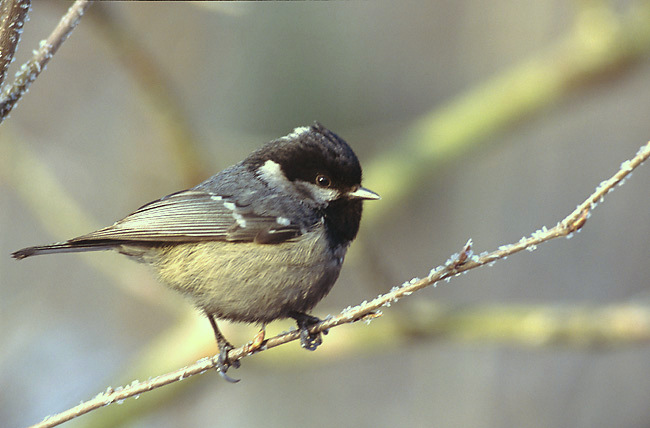
Une mésange noire.
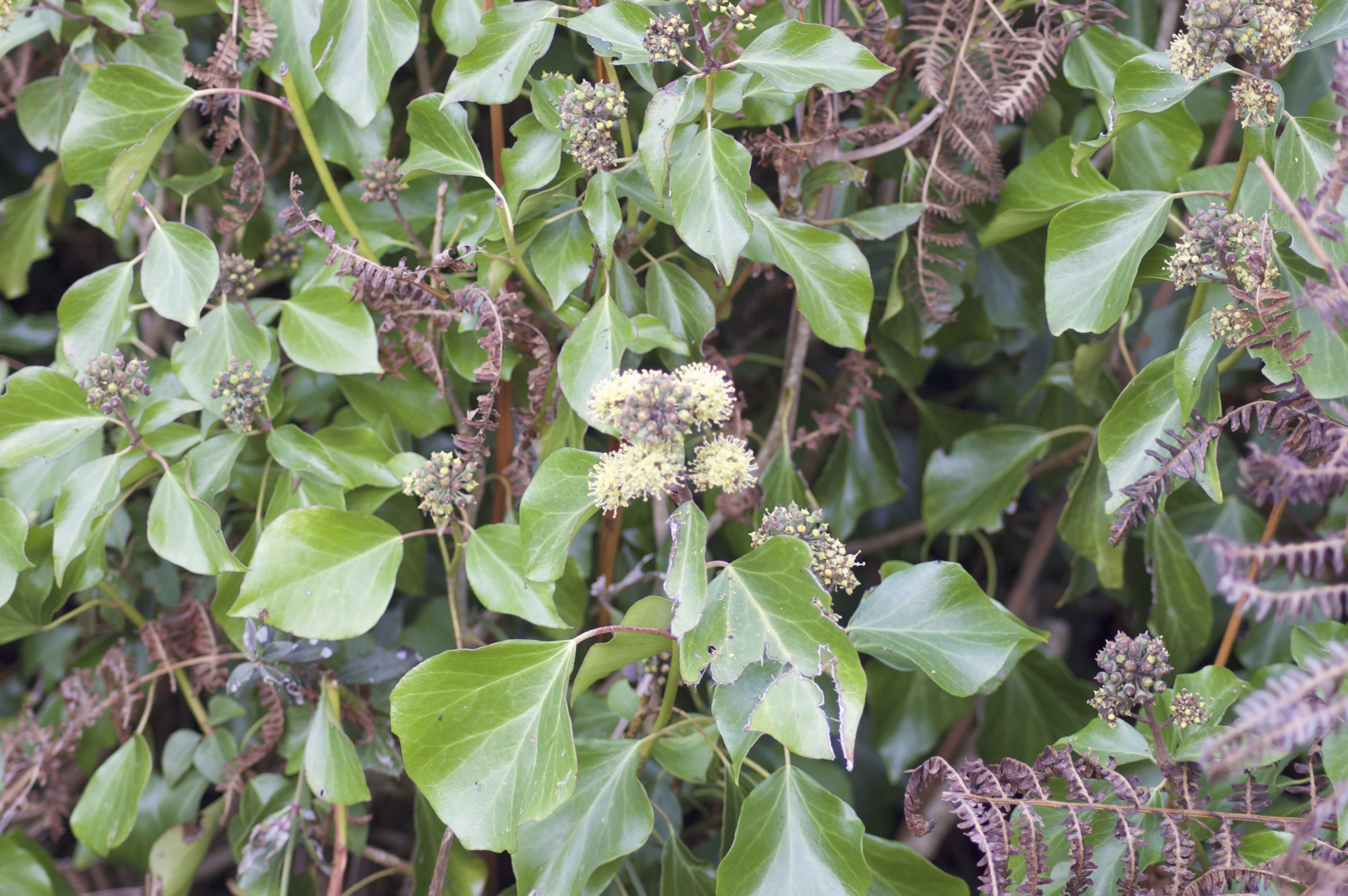
Du lierre grimpant.
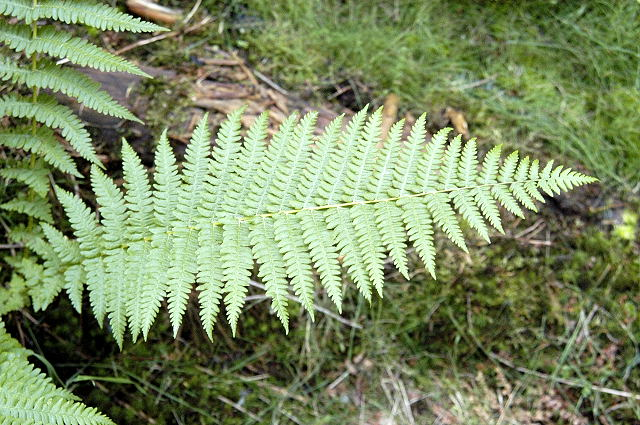
La fougère mâle se développe dans les bois et ravins humides.
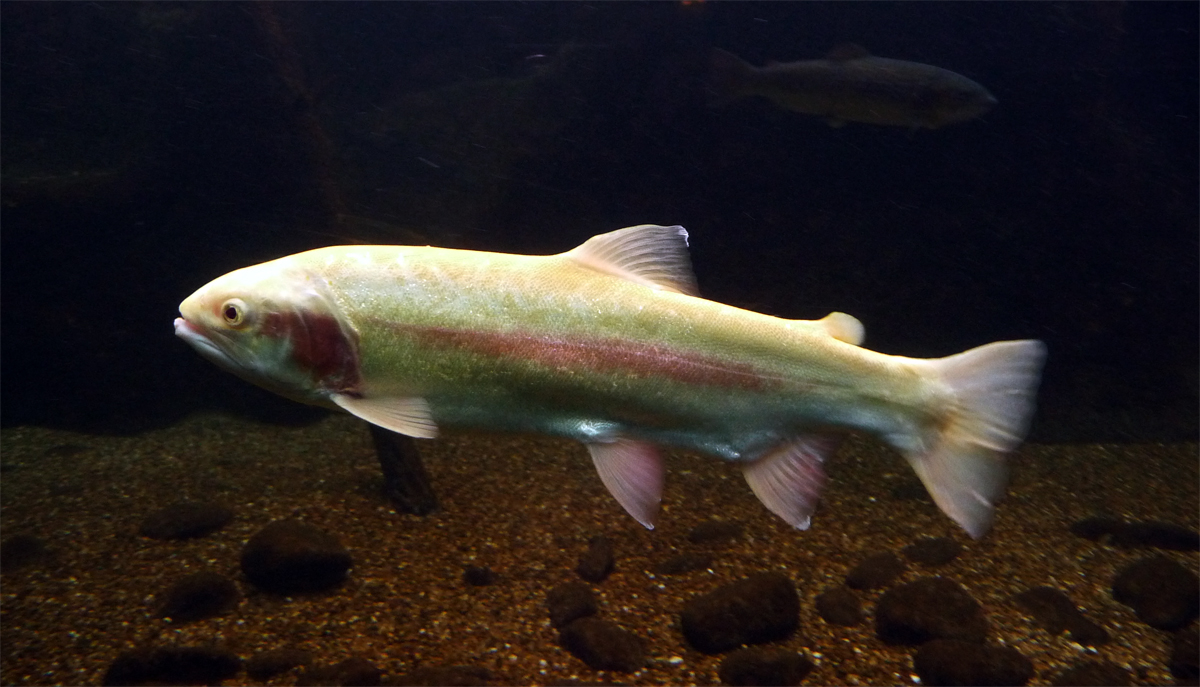
Une truite dorée.

## Affluents
La Durolle a treize tronçons affluents référencés dont :
- la Jalonne (rd[Note 2]), 7,8 km sur la seule commune de Celles-sur-Durolle ;
- la Semaine ou ruisseau de Fonghas (rg), 11,5 km sur les trois communes de Viscomtat, Noirétable, et Celles-sur-Durolle, avec quatre affluents dont un bras ;
- le Dauge (rg), 3,8 km sur la seule commune de Celles-sur-Durolle ;
- le Martignat ou ruisseau de l'Allemand, 3,8 km sur la seule commune de Celles-sur-Durolle ;
- le Bouchet (rg), 3,6 km sur les deux communes de Celles-sur-Durolle et La Monnerie-le-Montel ;
- les Ris (rd), 5,2 km sur les trois communes de Palladuc, Saint-Rémy-sur-Durolle et La Monnerie-le-Montel.

Donc son rang de Strahler est de trois.

## Histoire

### Une longue occupation humaine

#### Point de passage jusqu'au couloir rhodanien
Un premier bourg gaulois — la future ville de Thiers — s'installe au débouché des gorges de la Durolle, non loin de l'emplacement où sera plus tard érigée l'abbaye du Moutier,. La dénomination de « Thigernum » employée par Grégoire de Tours a une tournure celte qui rappelle que cette appellation topographique date d'une époque antérieure à la Guerre des Gaules. La première ville semble être une station routière traversée par une voie romaine (la via Agrippa) reliant la ville de Mediolanum Santonum à Lugdunum par Augustonemetum (Saintes à Lyon en passant par Clermont-Ferrand). Mais cette route n'est alors pas la seule à relier les vallées de l'Allier et de la Loire. En effet, bien que la vallée tortueuse de la Durolle soit difficile de passage dans sa partie inférieure, des chemins laissant circuler les piétons et des chevaux montés suivent le lit de la rivière. Cette voie de communication exige à l'époque des points de ravitaillement dotés de commerces et d'éléments de défense : la ville fortifiée de Thiers remplit pleinement ce rôle et commande l'entrée des gorges de la Durolle.

#### Rouets et usines

##### Moyen Âge

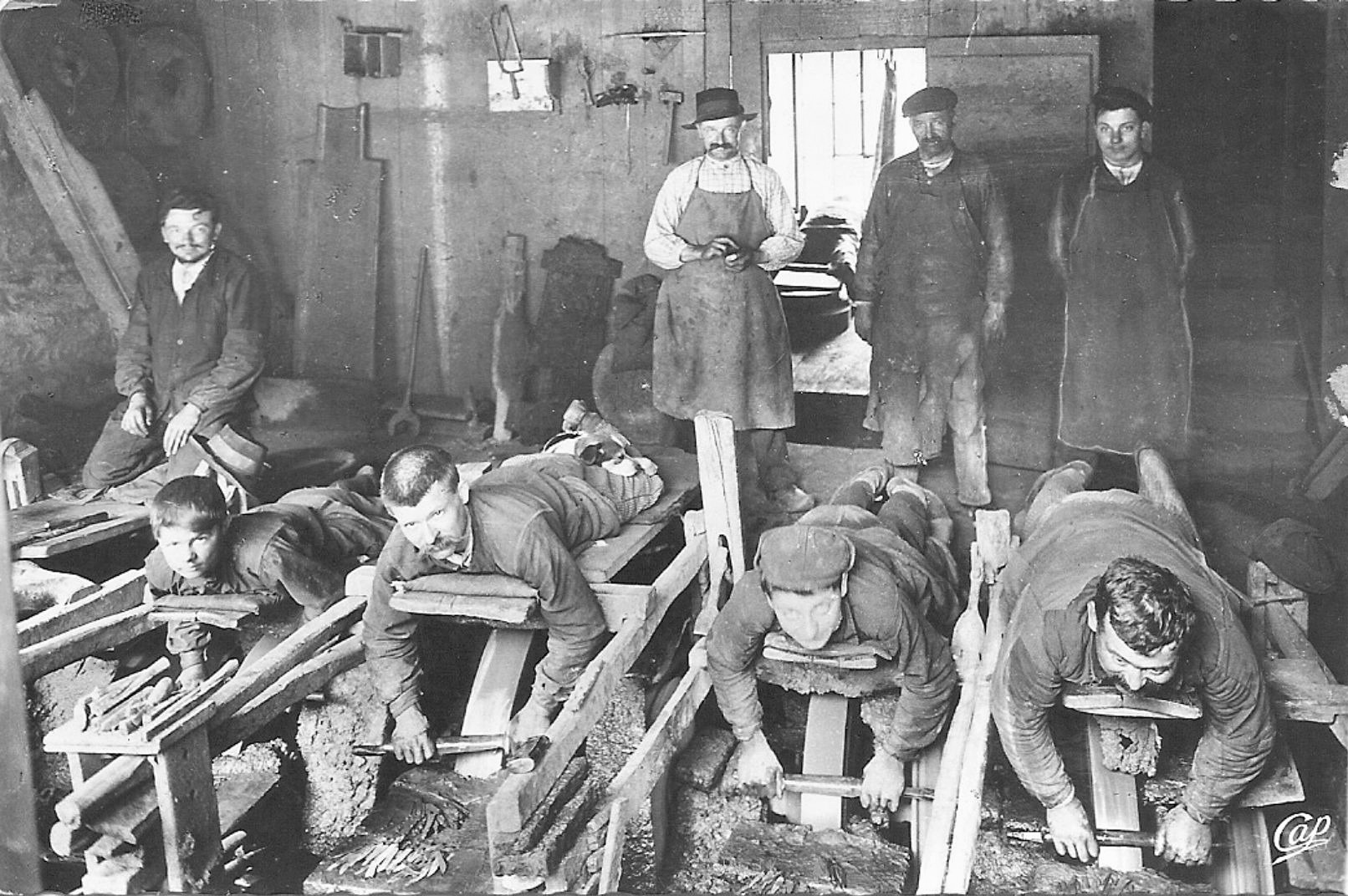
Des émouleurs de Thiers au début du XXe siècle.

La force hydraulique de la Durolle est utilisée à Thiers dès le Moyen Âge pour mouvoir les moulins à farine, les foulons des tanneurs, les maillets des papetiers, et avec le développement de la coutellerie, les martinets des fondeurs et les meules des émouleurs,. Les objets produits dans les gorges de la Durolle sont exportés dans plusieurs pays au XVIIe siècle, en Espagne, en Italie, en Allemagne, en Turquie et « aux Indes »,,.

##### Révolution industrielle
À partir du milieu du XIXe siècle, seule l'industrie de la coutellerie parvient à se maintenir grâce à l'introduction de machines qui préfigure l'avènement de la grande industrie. À cette époque, l'industrie coutelière présente une organisation particulière. La main-d'œuvre nécessaire pour fabriquer un couteau est disséminée à travers la région thiernoise ; il y a une extrême division du travail, les ouvriers sont spécialisés dans un métier, transmis de père en fils, pour lequel ils acquièrent une grande dextérité. Les barres d'acier que les entreprises reçoivent sont d'abord confiées aux « martinaires » qui les amincissent (afin qu'elles puissent être aiguisées) grâce à des martinets mus par la force hydraulique de la rivière. Les forgerons reçoivent ensuite ces barres avec lesquelles ils forgent les pièces de couteau. Ces pièces sont ensuite envoyées aux limeurs, aux perceurs, aux émouleurs puis aux polisseurs qui aiguisent et polissent les lames sur des meules entraînées par la Durolle. Le fabricant effectue lui-même la trempe, puis, après que le cacheur a livré les manches, toutes les pièces sont finalement remises aux monteurs qui habitent les faubourgs de Thiers. Cette organisation de la production est donc caractérisée par une dissémination importante des lieux de travail dans la région thiernoise et plus particulièrement dans les gorges de la Durolle.
À la fin du XIXe siècle, la concurrence étrangère amène les industries thiernoises à se moderniser. Cette modernisation passe par l'électrification. Un nouveau type d'usines se crée, où sont intégrées toutes les opérations de coutellerie. Les usines de papeterie qui refusent de recourir à ces techniques modernes de production se voient dans l'obligation de fermer leurs portes ; elles ne sont plus qu'une vingtaine en 1860.

##### Le tout début duXXesiècle

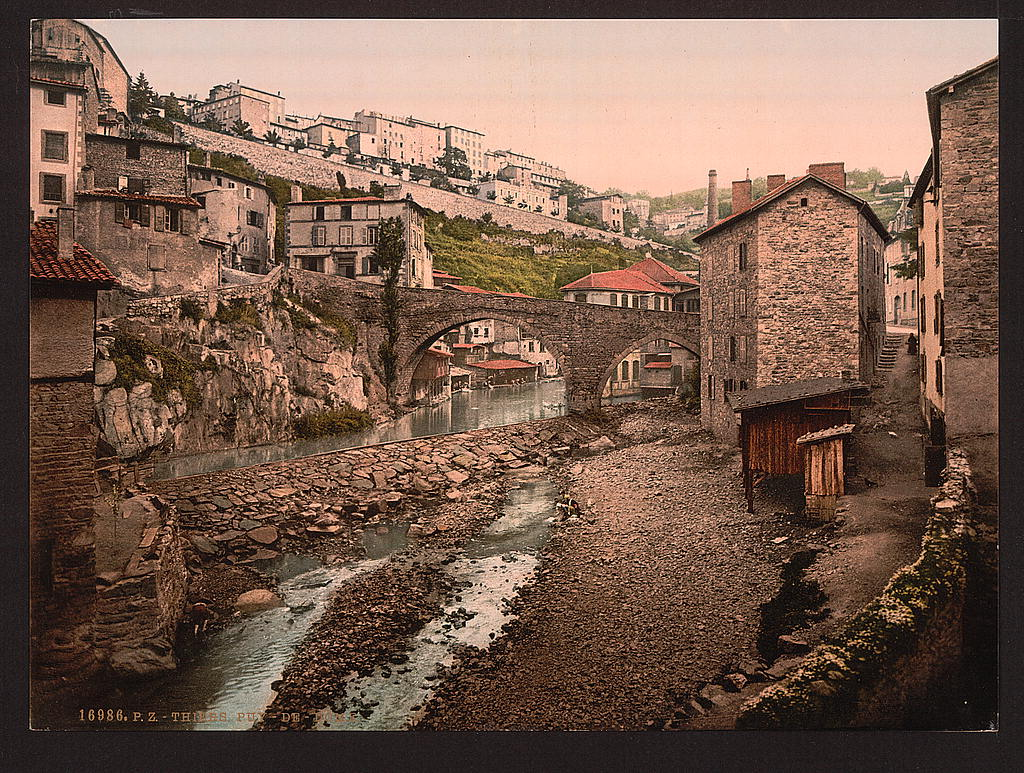
La Durolle dans la vallée des Usines au début du XXe siècle.

Les problèmes concernant les eaux de la Durolle sont de plus en plus nombreux au début du XXe siècle,. En premier lieu, le débit de la rivière en été reste très bas et très irrégulier, provoquant des périodes de chômage. En effet, les usines utilisant la force motrice de la rivière ne peuvent travailler sans un débit d'eau suffisant. En hiver, le phénomène s'inverse : la Durolle devient un torrent en crue doté d'une force considérable. Les villes présentes dans les gorges de la Durolle sont l'une des villes les plus vulnérables du département du Puy-de-Dôme face aux crues.
Pour ne plus dépendre des caprices de la Durolle, les usines utilisent la force motrice électrique dès 1903. La Durolle permet d'obtenir une puissance d'environ 1 000 chevaux par jour en moyenne en 1920 contre 1 500 chevaux pour l'énergie d'origine électrique.

#### Navigation de barques et descente de rondins de bois
Au Moyen Âge, la Durolle sert de voie de communication pour les artisans thiernois. En effet, les produits fabriqués dans la ville sont souvent exportés hors de la ville voire jusque sur le continent asiatique via la Durolle et la Dore jusqu'à l'océan Atlantique en passant par la Loire et l'Allier. Les navires naviguant sur les eaux peu profondes de la Durolle sont souvent des barques à fond plat. Leur navigation commence à partir du pont du navire qui marque la dernière écluse présente pour retenir la Durolle. Au XVIIe siècle, la marine royale fait appel aux marchands thiernois pour amener du bois de la région afin de construire les trois-mâts — navire représenté sur le blason de Thiers — commandés par Louis XIV. Les rondins de bois sont taillés puis jetés dans la Durolle où ils suivent alors le courant et les chutes d'eau avant d'arriver dans la ville-basse de Thiers où ils sont récupérés pour être utilisés à Paris,.

### Culture du riz
En 1741, les eaux de la Durolle sont utilisées dans la ville-basse de Thiers pour implanter des rizières, le riz apparaissant à l'époque comme une possible solution contre les disettes et les famines que connaît l'Europe. Mais la technique de culture du riz n'est pas « respectée à la lettre » et quelques jours après la commercialisation de ce nouveau produit alimentaire dans la région, une épidémie apparaît et prend le nom de « peste du riz » : plus de 2 500 Thiernois y périssent.

### Aménagements du lit de la rivière à des fins industrielles

#### Écluses

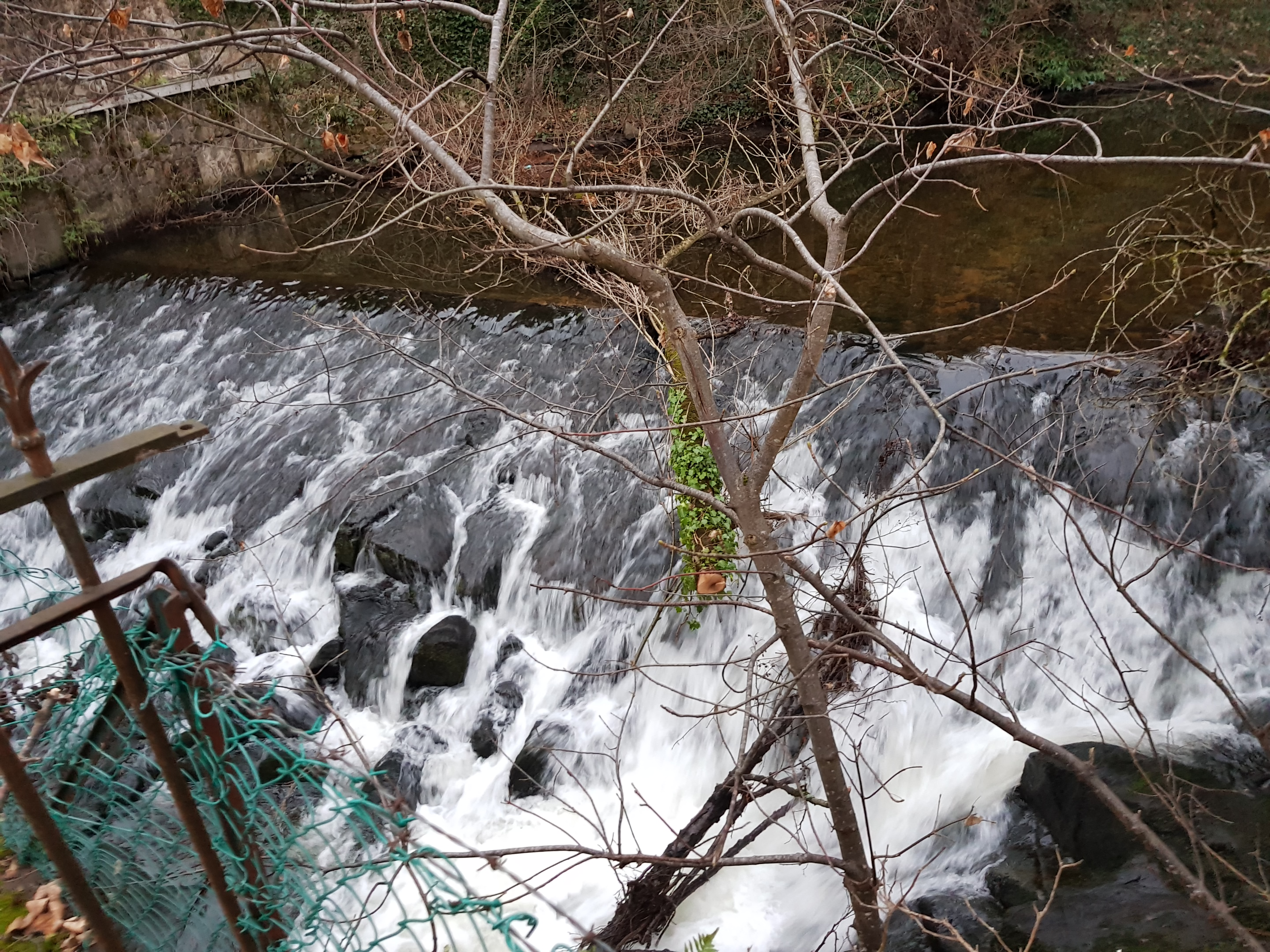
Une écluse près de l'usine Lacroix-Mary.

Afin d'utiliser au mieux la force motrice de la Durolle pour faire tourner les différentes machines pour produire des couteaux, de nombreuses écluses sont construites le long du lit de la rivière. Elles servent à retenir l'eau pour augmenter la profondeur de la rivière et détourner en partie son lit avec une autre branche qui entraîne alors dans un contexte de chute une ou plusieurs roues à aubes. Ainsi, sur la commune de Thiers, entre l'abbaye du Moutier et le pont de Seychalles, 15 écluses sont recensées pour alimenter des usines.

#### Pélières et digues
Au Moyen Âge, les poissons tiennent une place importante dans l’alimentation. Les religieux le consomment lors des périodes de jeûne et en abondance durant le Carême et l’Avent. Pour subvenir à leurs besoins, les communautés religieuses s’établissent à proximité des cours d’eau. Alors que les bâtiments actuels de l'abbaye du Moutier sont construits au XIe siècle, l’édification de moulins hydrauliques et de barrages destinés à les alimenter pour notamment moudre du blé ou pêcher dans les retenues d'eau de la rivière est entraînée. L’établissement de moulins sur les cours d’eau est autorisée par le roi sur les zones non navigables, comme sur la partie de la rivière Durolle s’étendant entre le pont du navire et Noirétable. Dans cette portion, les moulins sont alimentés en eau par une digue ou une pélière barrant toute la rivière,.

### Patrimoine

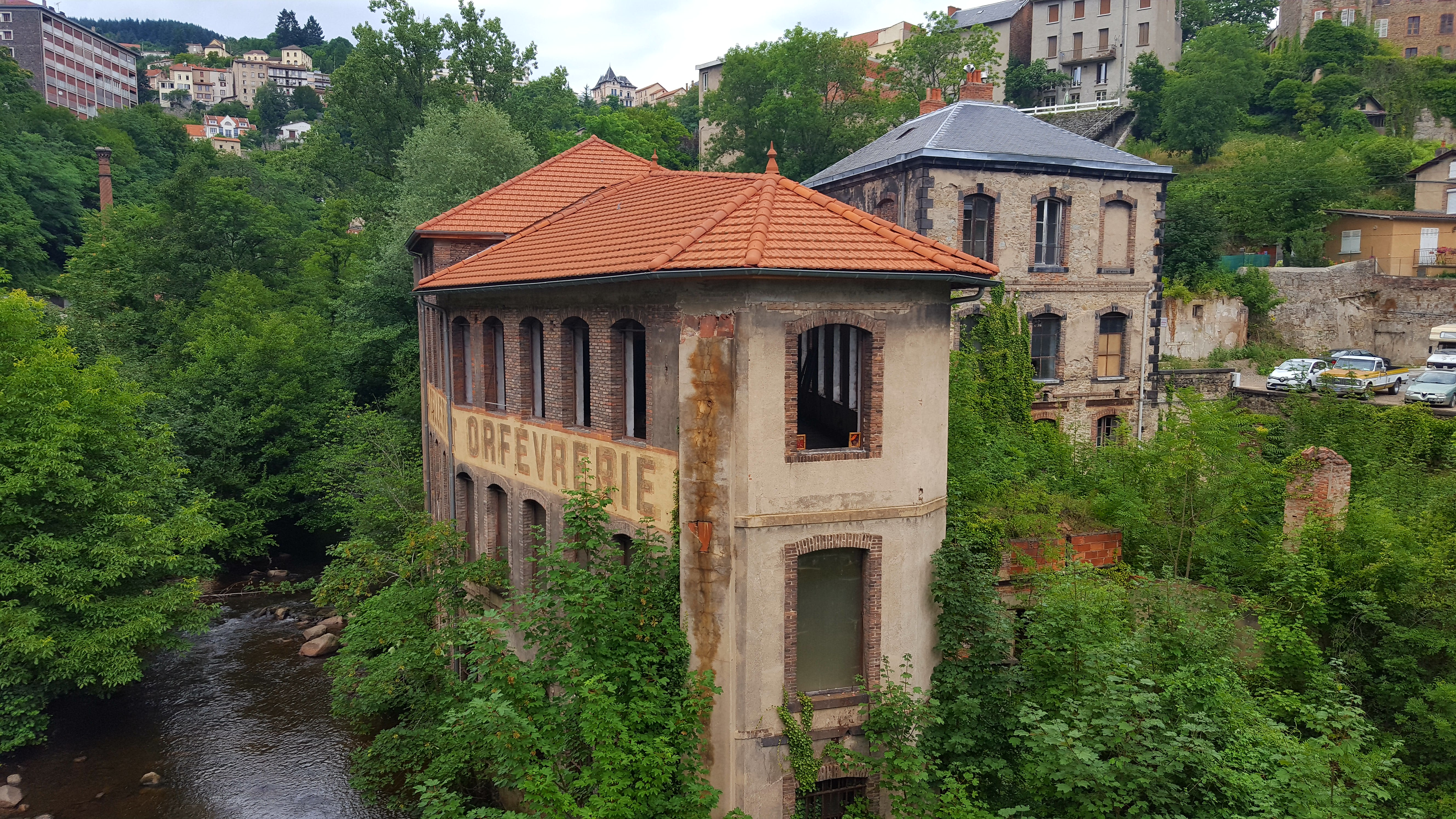
L'usine du pont de Seychalles prise en 2018.

#### Rouets et usines
Par son histoire industrielle qui mène les hommes à construire des édifices sur les berges de la rivière, la vallée de la Durolle laisse derrière elle de nombreux rouets, moulins à eau et usines de coutellerie. Ces bâtiments sont aujourd'hui considérés comme un précieux patrimoine industriel. Plusieurs anciens rouets sont situés dans la partie haute de la rivière (comme le rouet de Boulary à la Monnerie ou le rouet de chez Lyonnais à Thiers) jusqu'aux environs du lieu-dit du Bout du monde sur la commune de Thiers où le paysage industriel change fortement ; de grandes usines construites sur d'anciens moulins, comme l'usine du pont de Seychalles ou les forges Mondière, prennent la place des rouets.

#### Églises et abbaye
Plusieurs églises ou chapelles sont édifiées sur des promontoires surplombant la vallée de la Durolle et d'autres, plus rares, sont construites directement à côté de la rivière. En règle générale, chaque village possède son lieu de culte. D'abord, l'église Saint-Antoine-de-Padoue située sur la commune de la Monnerie-le Montel dépasse les toits du centre-bourg et son clocher, assez haut, est très visible depuis le lit de la rivière. Vient ensuite la chapelle Saint-Roch qui est construite sur le puy Seigneur et qui surplombe un méandre de la Durolle au niveau du pont de Saint-Roch. L'église Saint-Genès, située en plein cœur de la cité médiévale de Thiers, est un peu visible depuis la vallée de la Durolle mais l'église Saint-Jean du Passet, située quant à elle au bout de l'éperon rocheux sur lequel est construite la vieille ville de Thiers, est très visible depuis le Creux de l'enfer du fait de sa position surplombante. Un peu plus bas, l'abbaye du Moutier et l'église Saint-Symphorien, dont les bâtiments datent du XIe siècle, sont fortement liées à la rivière par leur histoire.

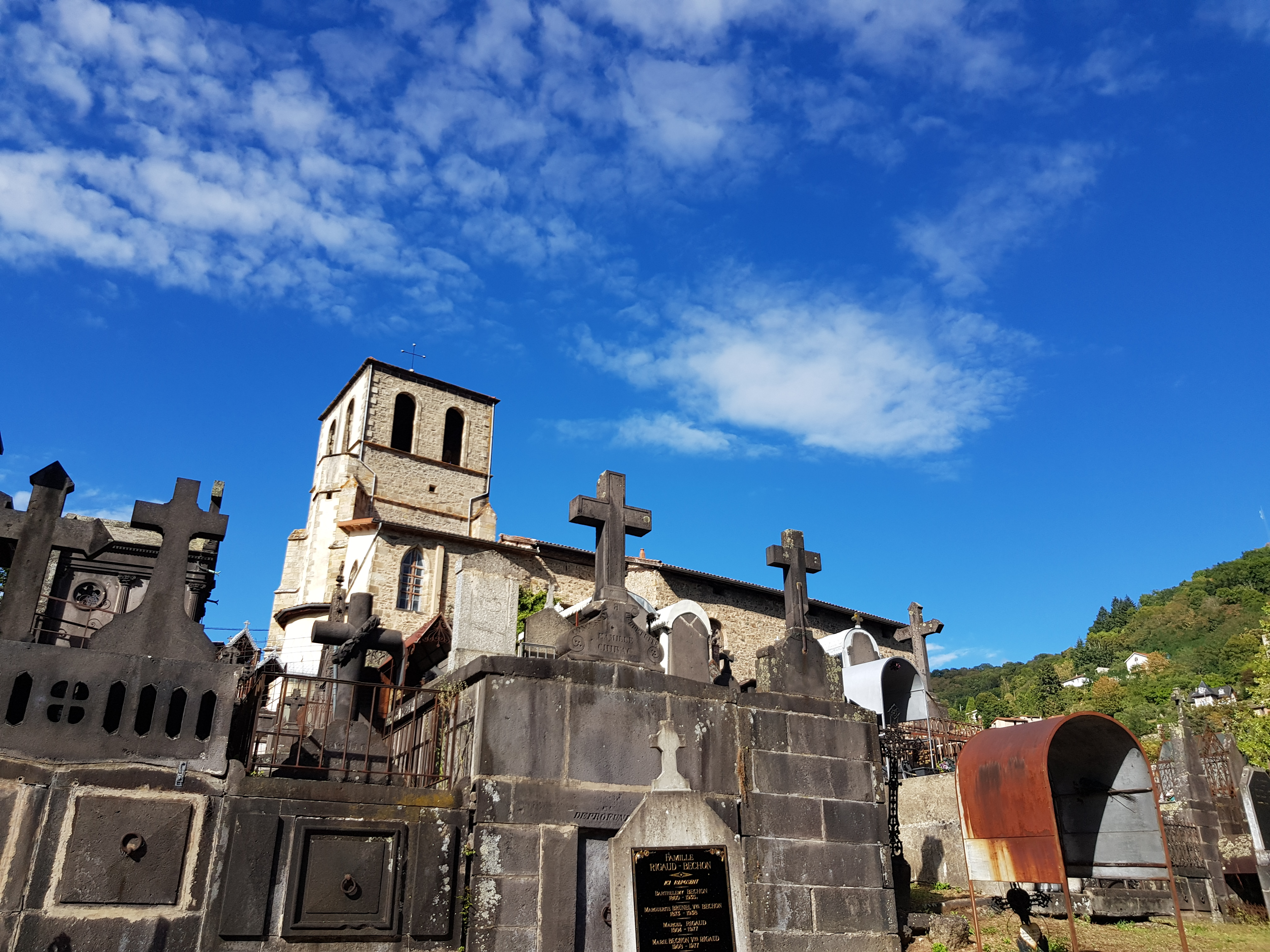
L'église Saint-Jean du Passet et son cimetière pittoresque bâtis sur un promontoire surplombant les gorges de la Durolle et la vallée des Usines.
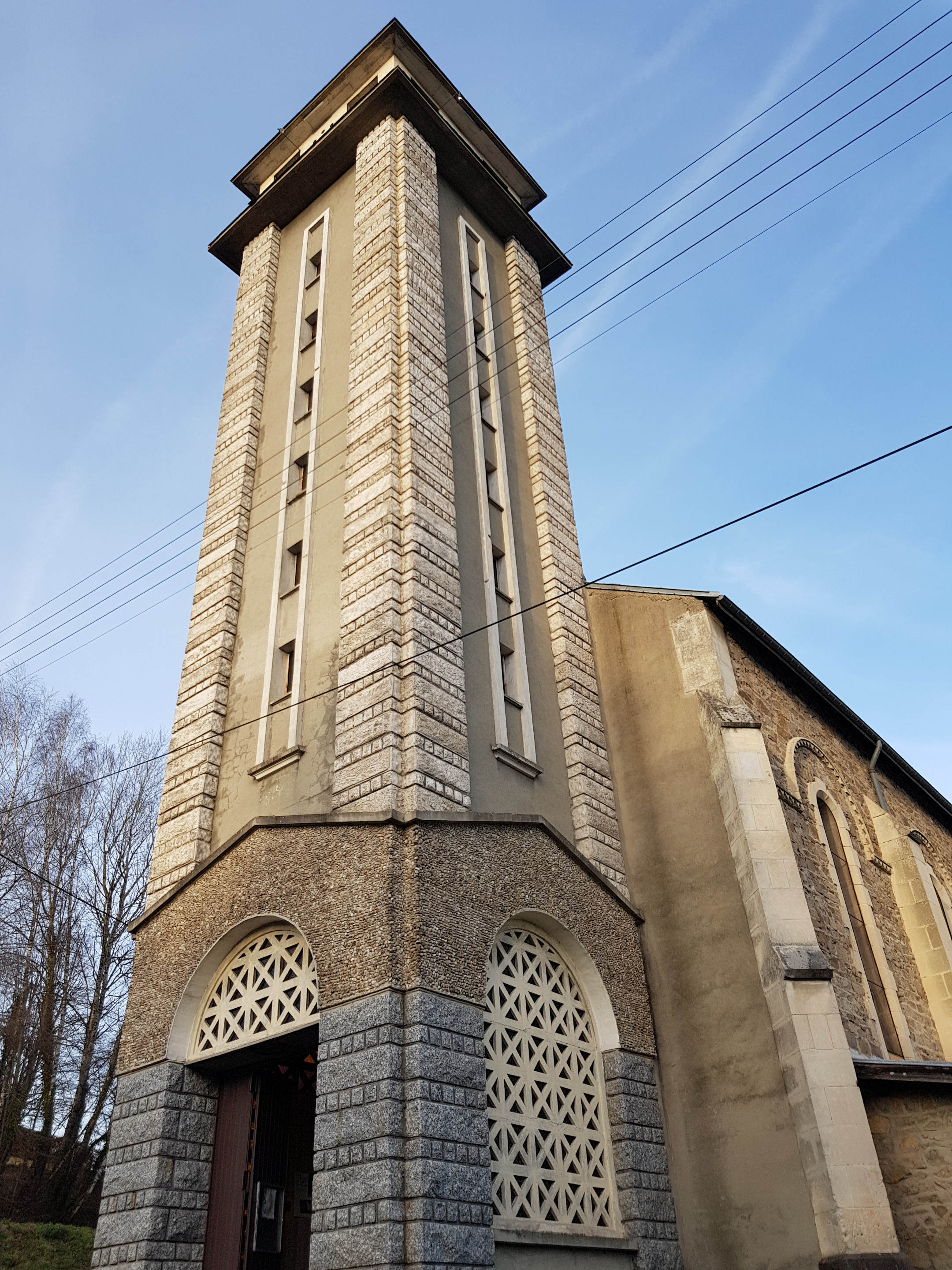
L'église Saint-Antoine-de-Padoue de la Monnerie.
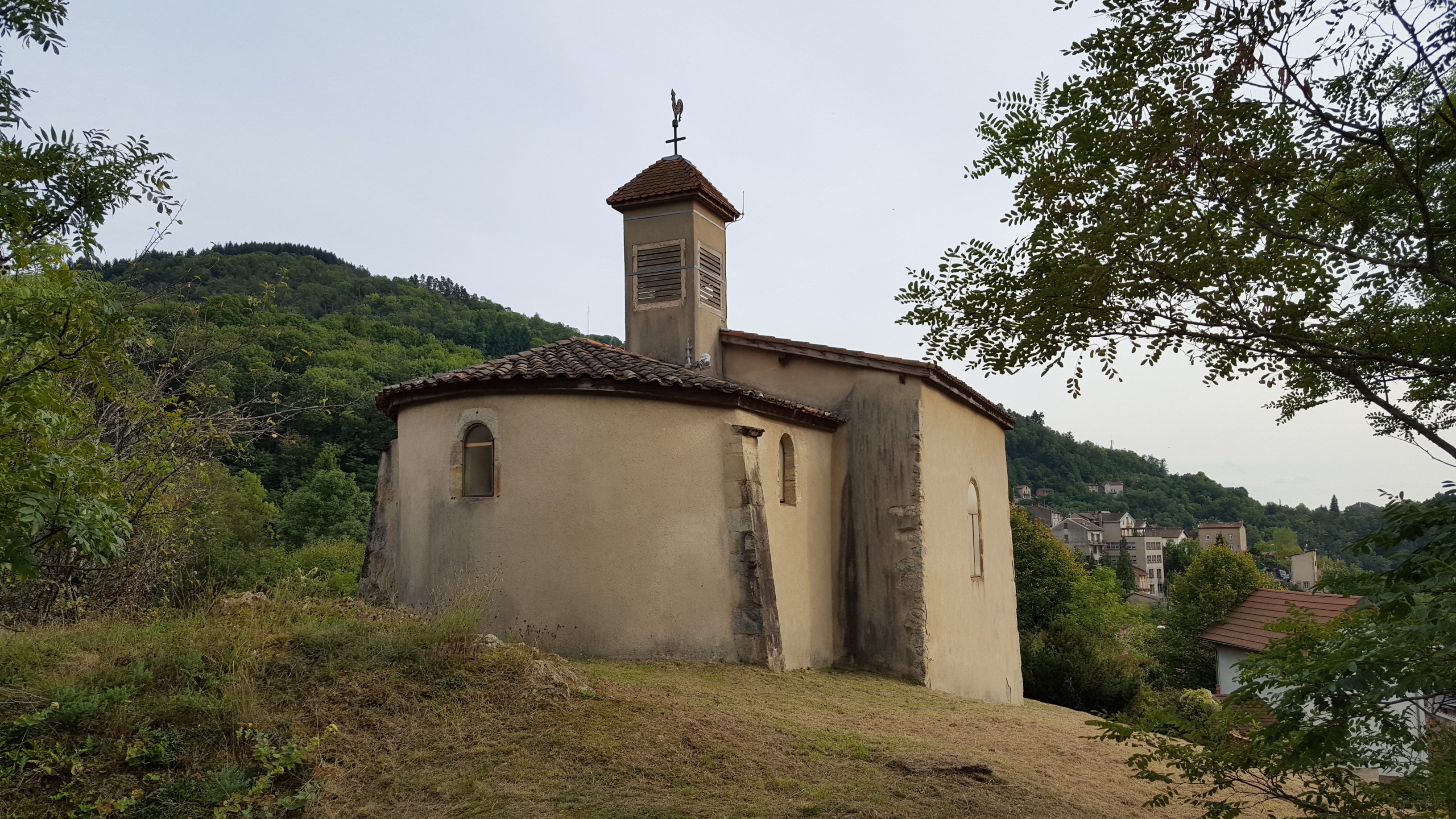
La chapelle Saint-Roch à Thiers.
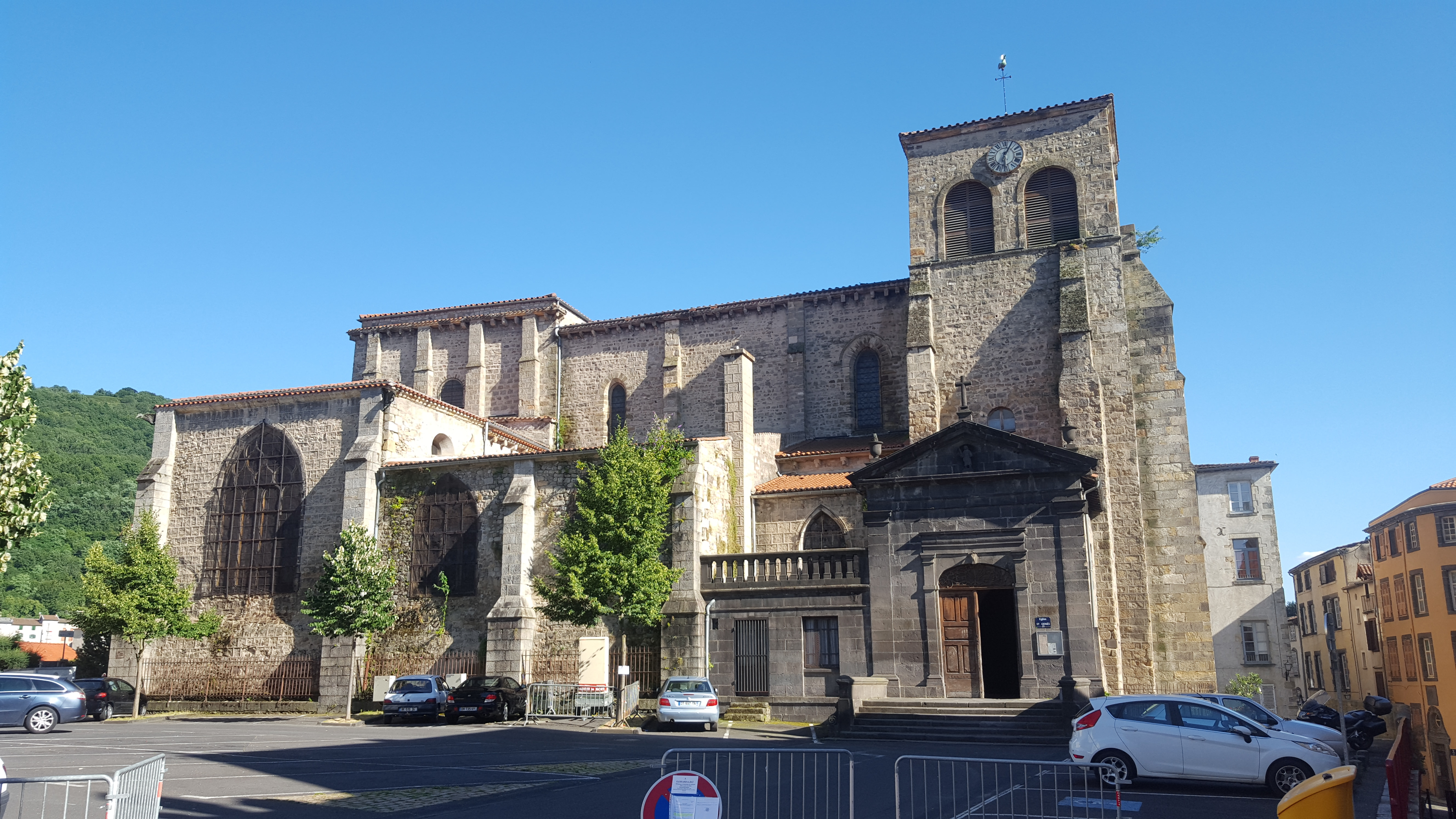
L'église Saint-Genès de Thiers prise en 2017.
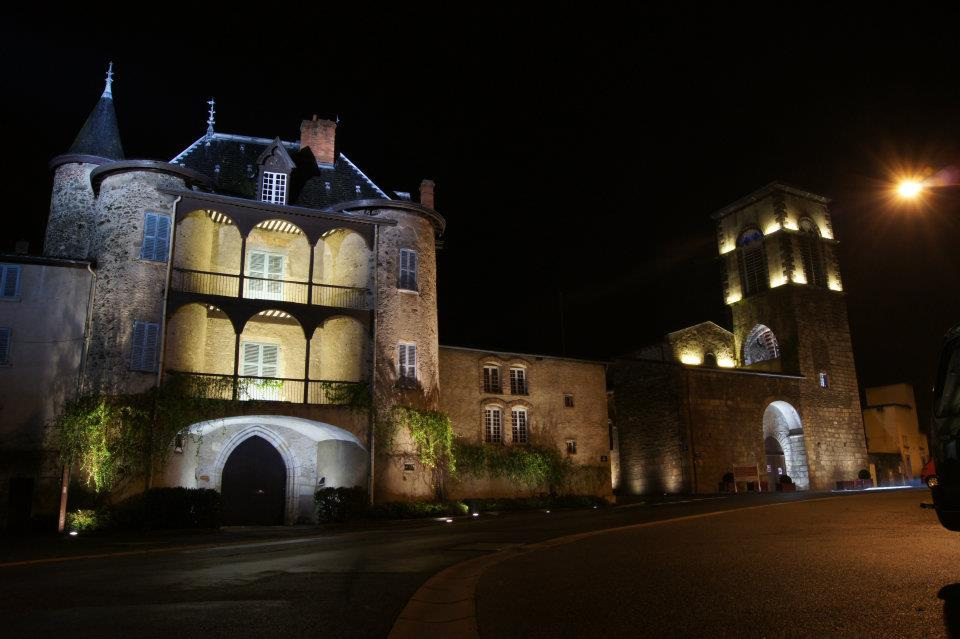
L'abbaye du Moutier et son église, l'église Saint-Symphorien.

#### Ponts
Pour traverser la Durolle, de nombreux ponts sont construits depuis le Moyen Âge. Le plus vieux, le pont Vielh enjambe la rivière avec son unique pile tandis que le plus passant, le pont de Bridgnorth, doit son nom à la ville de Bridgnorth au Royaume-Uni, jumelée avec Thiers.
| Nom de l'édifice      | Commune               |
| --------------------- | --------------------- |
| pont du Moulin du Puy | Celles-sur-Durolle    |
| pont de Celles        | Celles-sur-Durolle    |
| pont de Chazeau       | La Monnerie-le-Montel |
| pont des Tuileries    | La Monnerie-le-Montel |
| pont de Membrun       | Thiers                |
| pont Vielh            | Thiers                |
| pont de Saint-Roch    | Thiers                |
| pont de Seychalles    | Thiers                |
| pont Saint-Jean       | Thiers                |
| pont Ferrier          | Thiers                |
| pont Navarron         | Thiers                |
| pont du navire        | Thiers                |
| pont de Bridgnorth    | Thiers                |

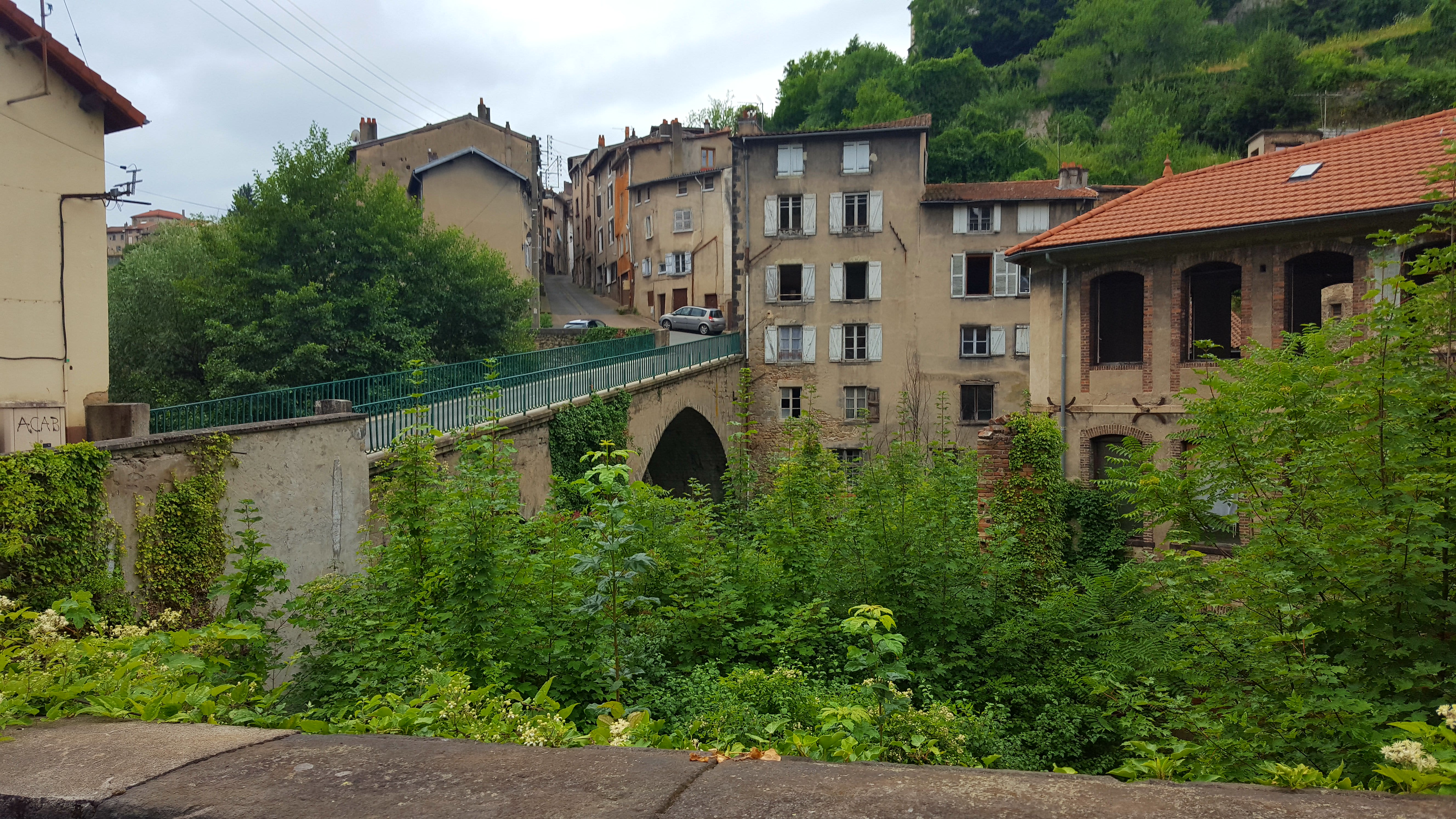
Le pont de Seychalles.
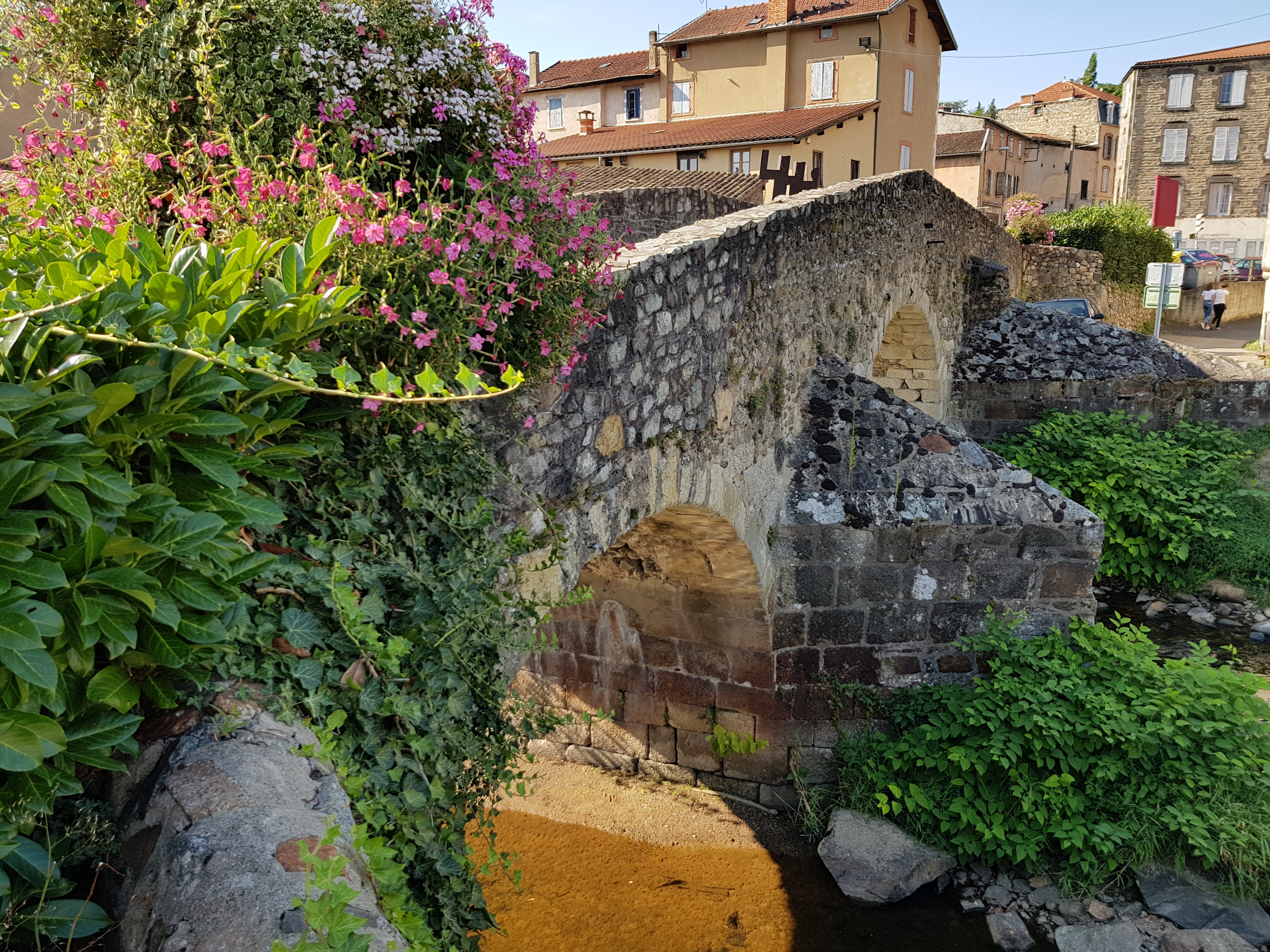
Le pont du navire.
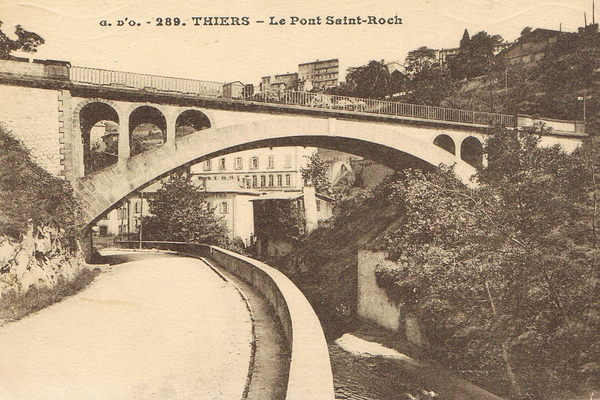
Le pont de Saint-Roch.
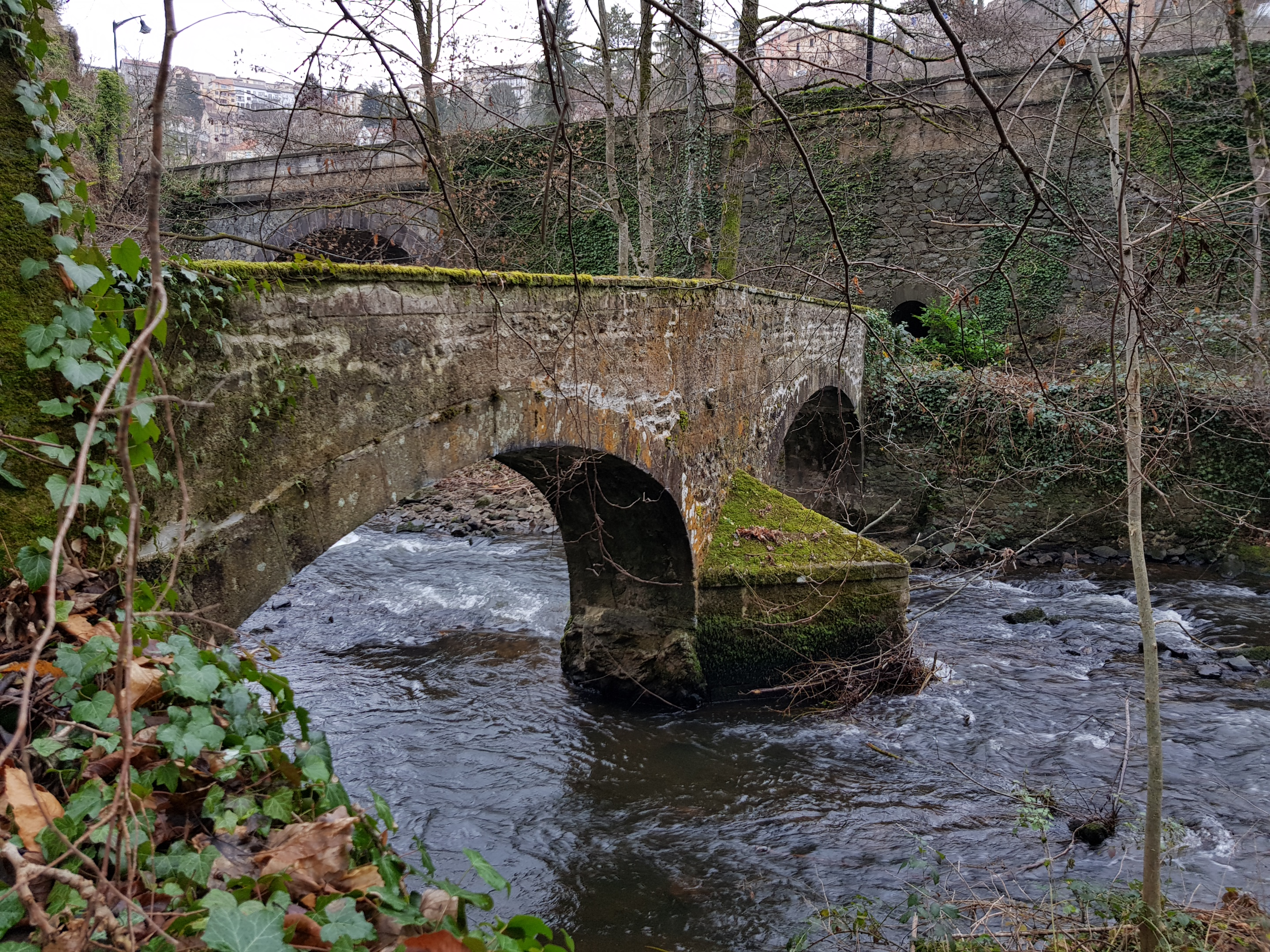
Le pont Vielh.
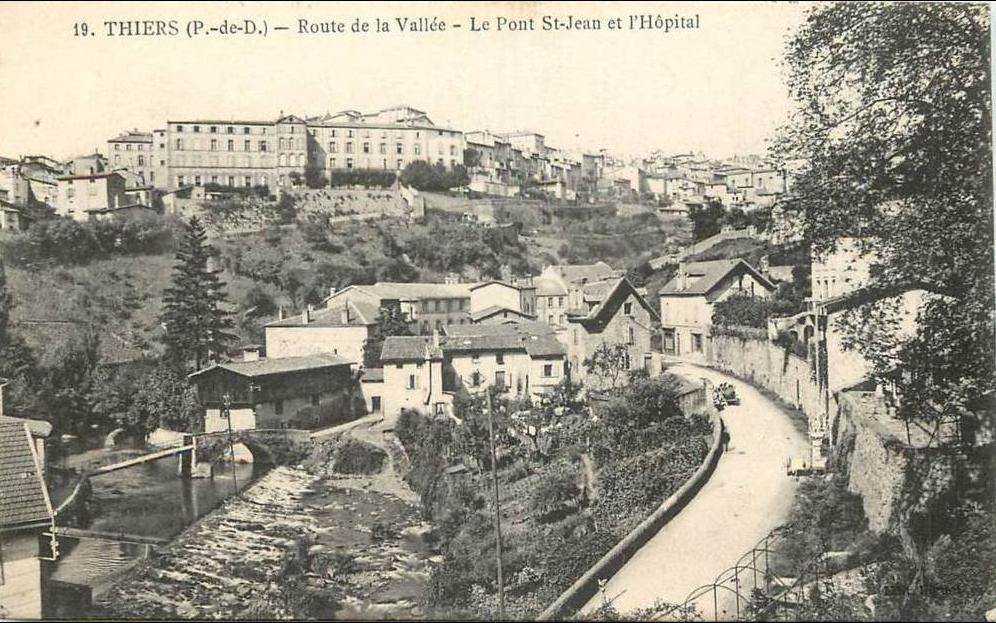
Vue de la vallée de la Durolle à Thiers. Le pont Saint-Jean est en bas à gauche.

#### Ancien hôpital de Thiers

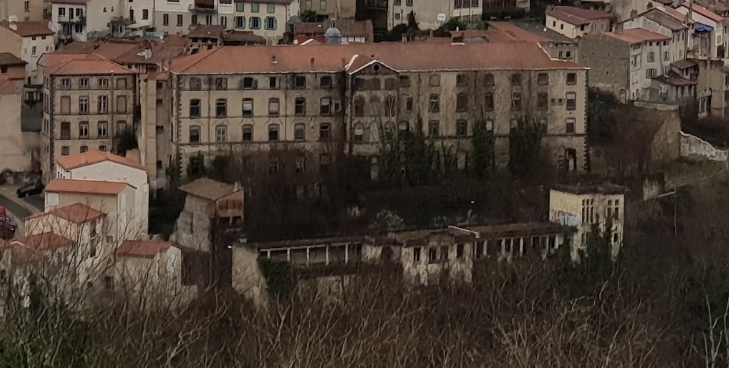
L'ancien hôpital de Thiers face à la vallée des Usines.

Construit au XVIIe siècle, l'ancien hôpital de Thiers est situé dans la partie est du centre historique de Thiers, en France. Le site possède une superficie de 0,5 ha et l'ensemble des bâtiments s'étend sur plus de 7 000 m2. Il est situé dans le périmètre du site patrimonial remarquable de Thiers et sa chapelle est inscrite au titre des monuments historiques depuis 1979. Le site possède, comme l'ensemble du centre ancien de Thiers, des souterrains et des caves. Fermé en 1988 à la suite du déménagement de l'hôpital dans des nouveaux locaux au centre hospitalier de Thiers, le site reste partiellement à l'abandon avant de l'être totalement après le départ du centre de consultation médico-psychologique en 2016,.
Il surplombe la vallée de la Durolle au niveau de la vallée des Usines et du jardin de l'hôpital qui était autrefois géré et entretenu par les religieuses de l'hôpital.

#### Remparts de Thiers

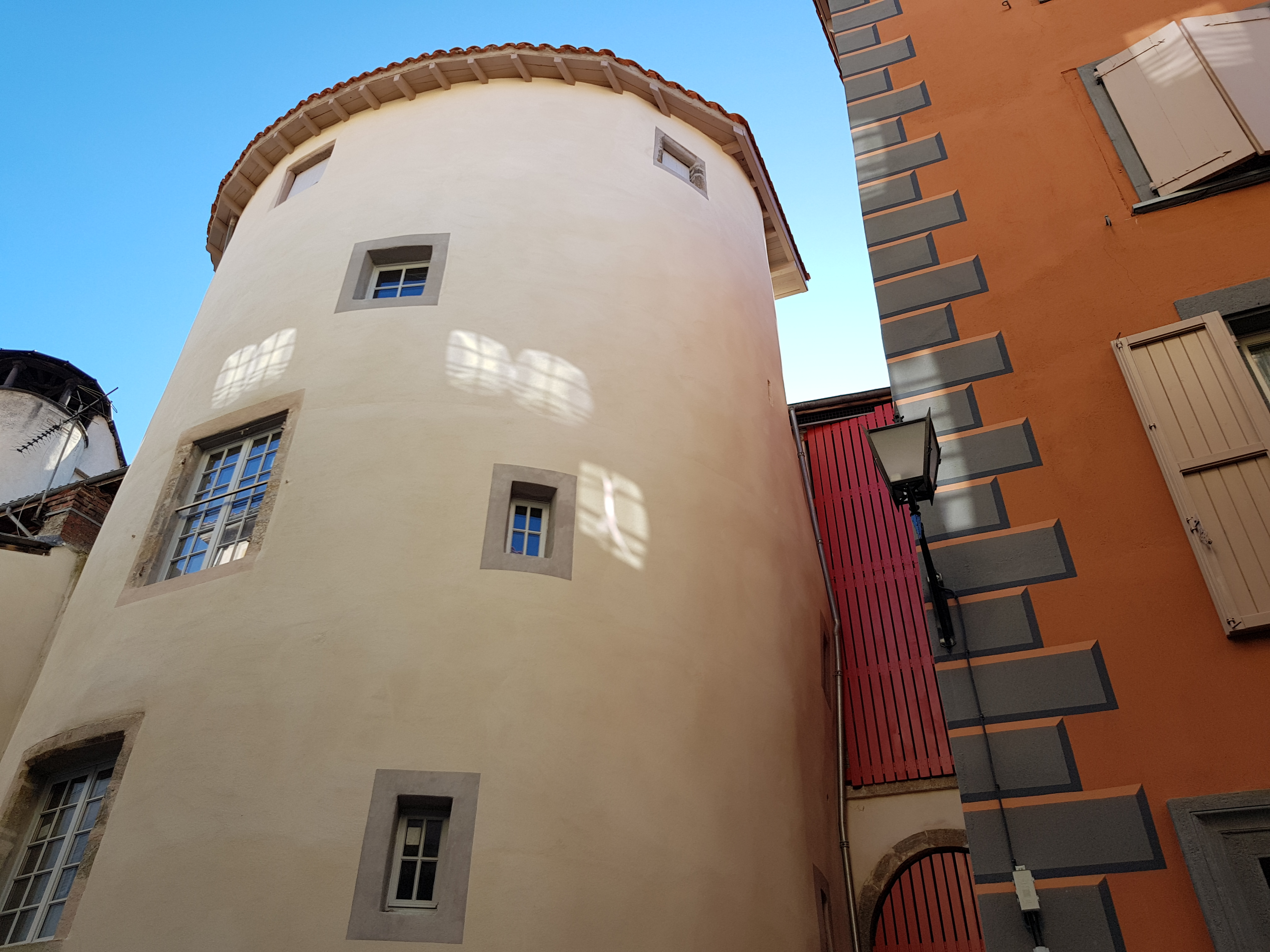
La tour Pignat, élément de la seconde enceinte fortifiée de Thiers.

Les remparts de Thiers sont des fortifications érigées entre le XIe et le  XVIe siècle pour protéger la ville de Thiers. Dès le XIe siècle, la ville s'agrandit en cercles concentriques autour des remparts du château du seigneur de Thiers et de l'église Saint-Genès. Au fur et à mesure que des bourgs viennent s'ajouter aux environs des murailles de la cité, la ville close s'agrandit à au moins cinq reprises. Les parties les moins bien entretenues des différentes enceintes sont démolies à la fin du XVIIIe siècle mais ce sont surtout les aménagements urbains du XIXe siècle qui entraînent la démolition de plusieurs segments de la muraille nord et la réaffectation de la muraille est. Au XIXe siècle, seule la partie est des fortifications reste intacte. Elle sert notamment à retenir les terres des pentes de la ville, jouant le rôle de mur de soutènement,.
Une grande partie de la quatrième enceinte et la totalité de la cinquième enceinte sont visibles depuis le lit de la Durolle, étant donné que ces deux enceintes sont construites dans les parties hautes de la vallée de la Durolle.

## Activités

### Industrie
Bien qu'une partie des ateliers, des usines de coutellerie et des rouets soient aujourd'hui fermés, une partie d'entre eux est encore en activité. L'usine C.A.P plastiques, encore en activité près du Creux de l'enfer se situe près d'une usine Wichard elle aussi encore en activité. 
Au lieu-dit "Les Charbonniers" au bord de la Durolle se situait l'Usine des Charbonniers, fabricant de papiers. En 1925, cette usine a été rachetée par les Établissements Paul RIE, spécialisés dans le négoce des coquillages et des perles. Leur volonté était de se développer dans la commercialisation d'articles en cornes de bétail et d'engrais. Dès 1936, de nouvelles matières viennent concurrencer la corne. Les Établissements Paul RIE s’orientent alors vers de nouvelles techniques de production avec des presses à injecter et de la résine transformable par moulage. Après la Seconde Guerre mondiale, en juillet 1946 est formée la SARL C.E.P. – Cornes, Engrais, Plastiques. L'entreprise se développe sur plusieurs secteurs d'activités : articles de toilette et de ménage, accessoires de bureau, poterie horticole ainsi que les tubes et emballages. Ces activités ont donné naissance au Groupe CEP et aux entreprises CEP Office Solutions, CEP Agriculture et CEP Cosmétique, basées à Thiers et à Saint-Rémy-sur-Durolle. 

### Pêche

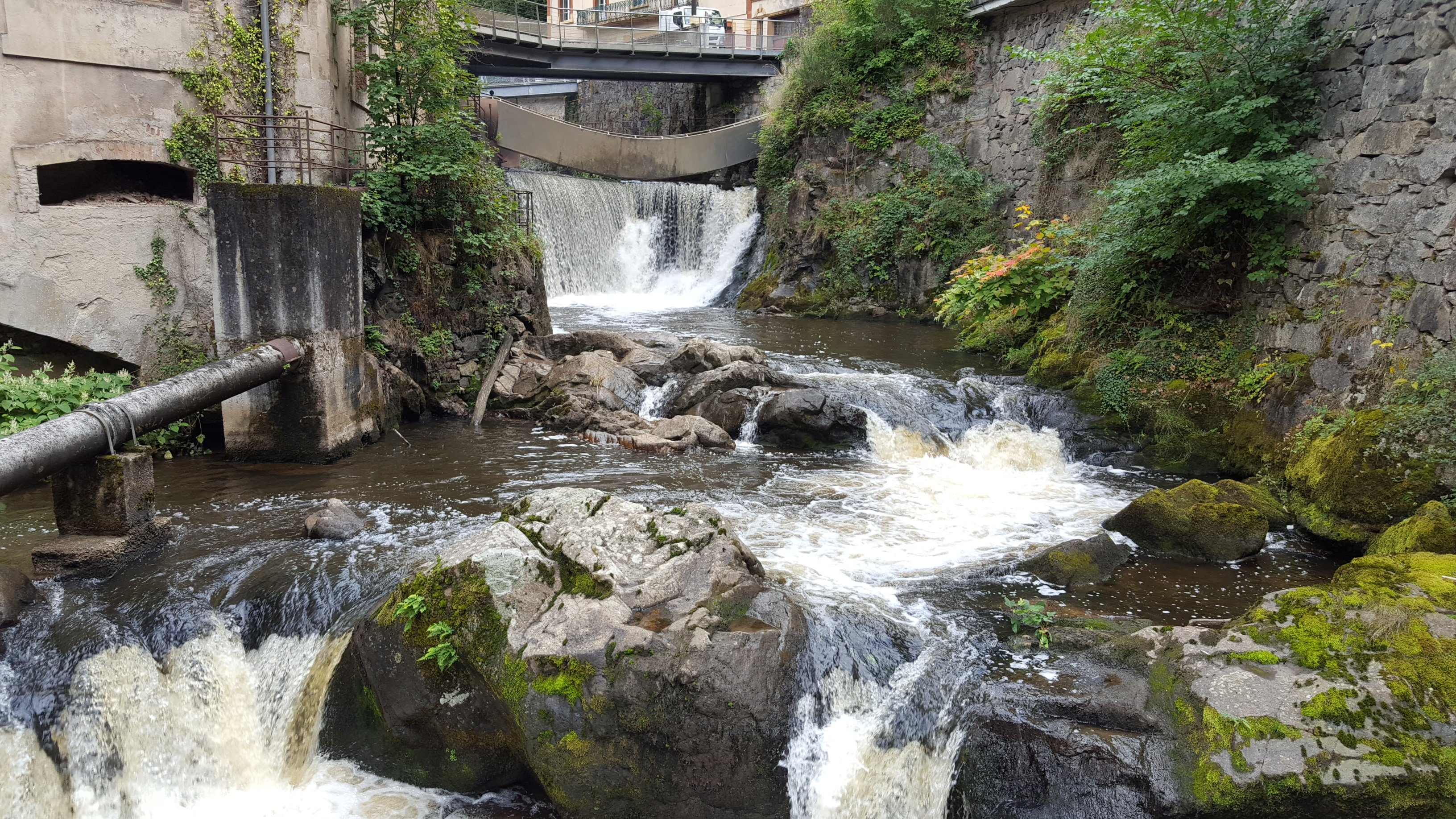
Les chutes et la cascade du Creux de l'enfer.

Tant que l'activité industrielle dans la vallée est forte, la qualité des eaux de la Durolle est médiocre. Mais au fur et à mesure que les usines ferment leurs portes, la qualité des prélèvements d'eau dans la rivière s'améliore fortement. Cette évolution marque le retour de la truite qui est particulièrement sensible à la qualité des eaux. Il faut que son environnement soit très oxygéné, frais et de bonne qualité,. Bien que le nombre de pêcheurs licenciés soit en diminution en France depuis plusieurs années et que la pratique de la pêche dans les gorges de la Durolle présente certains risques à cause de son aménagement (anciennes usines, digues, roues à aubes, restes de métaux tranchants dans l'eau, falaises ou encore arbres), l'ouverture de la pêche à la truite près du Creux de l'enfer rassemble chaque année un grand nombre d'amateurs. Cette partie de la vallée de la Durolle est reconnue comme étant un site de street fishing, c'est-à-dire un lieu où l'activité de la pêche est pratiquée en ville.

### Tourisme

#### Tourisme culturel

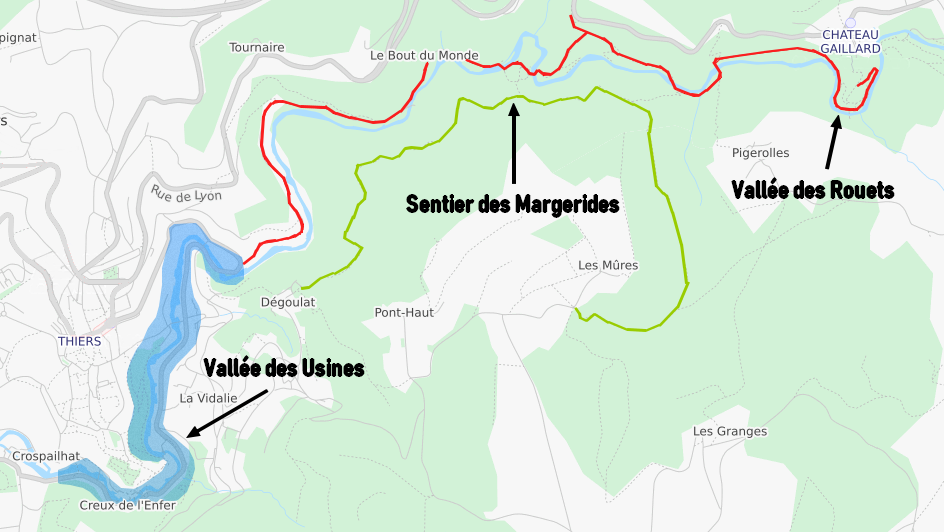
Plan des trois sites touristiques principaux des gorges de la Durolle.

L'intérêt patrimonial de la vallée de la Durolle attire l'attention de la mairie de Thiers et des touristes. En effet, la vallée des Usines est un des lieux les plus touristiques de la région thiernoise. La vallée est d'ailleurs classée deux étoiles par le guide vert Michelin avec la mention « Mérite le détour ».
Les jardins de l'ancien hôpital, restaurés en 2007, sont remarquables par leur disposition en terrasse et par la vue qu'ils offrent sur la vallée des Usines. Le centre d'art contemporain du Creux de l'enfer est un lieu de productions artistiques qui propose des programmes d’expositions incluant sculptures, installations, peintures, photographies, vidéos et performances. Avec une programmation de niveau national et international, il participe à la vie culturelle de la ville, du département du Puy-de-Dôme et de la région Auvergne-Rhône-Alpes et engage un travail de sensibilisation artistique avec plus de deux mille visiteurs scolaires à l’année. L'usine du May est un espace consacré à la culture, pour des expositions temporaires, des résidences d’artistes, des manifestations événementielles ou encore l’accompagnement à la connaissance. Le logis abbatial du Moutier, composé de l'abbaye du même nom et de l'église Saint-Symphorien, date du XIe siècle. L'abbaye est visitable du 1er juillet au 31 août ; quant à l'église, elle est ouverte au public toute l'année,.

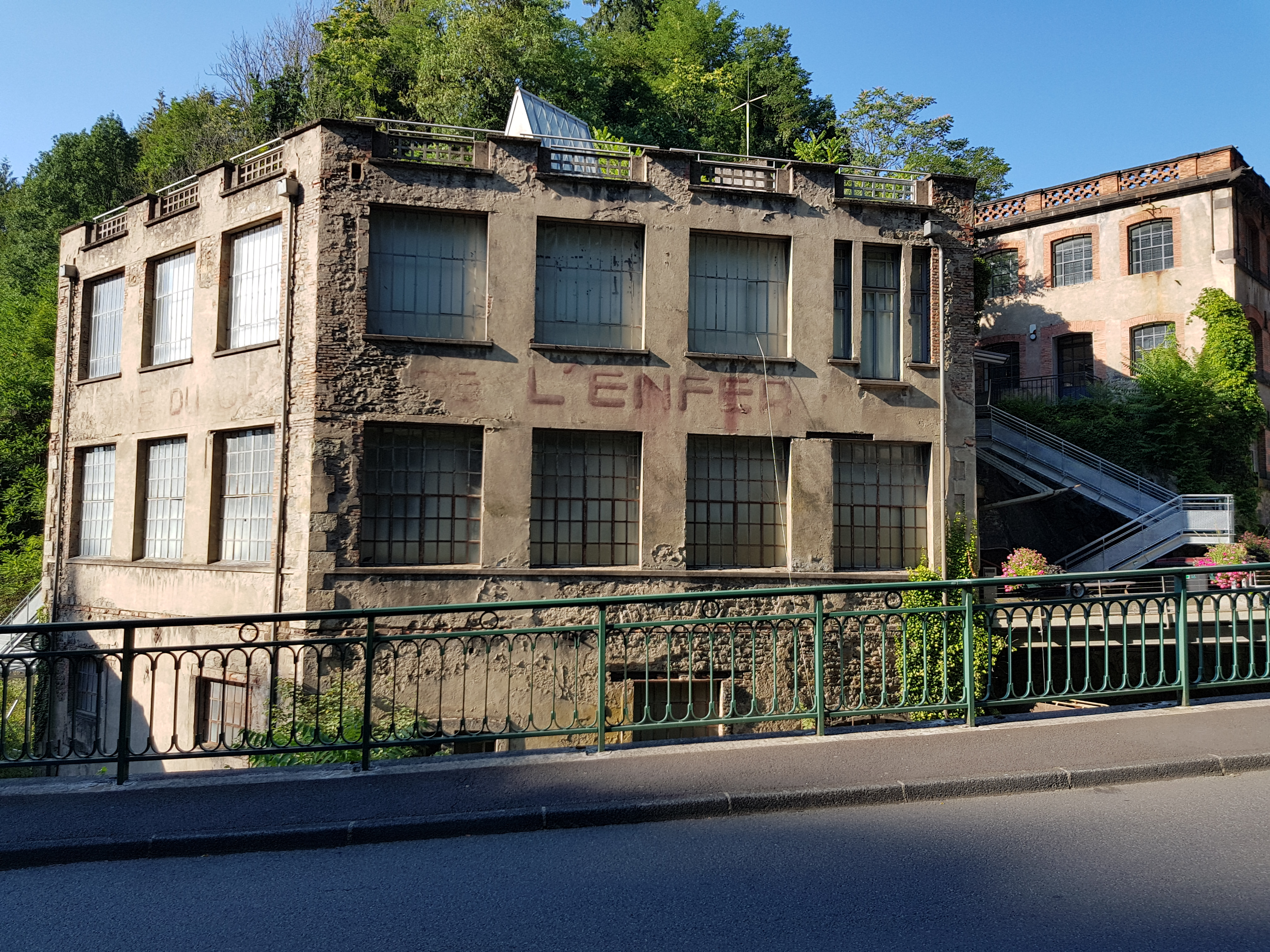
L'usine du Creux de l'enfer reconvertie en centre d'art contemporain depuis 1988.
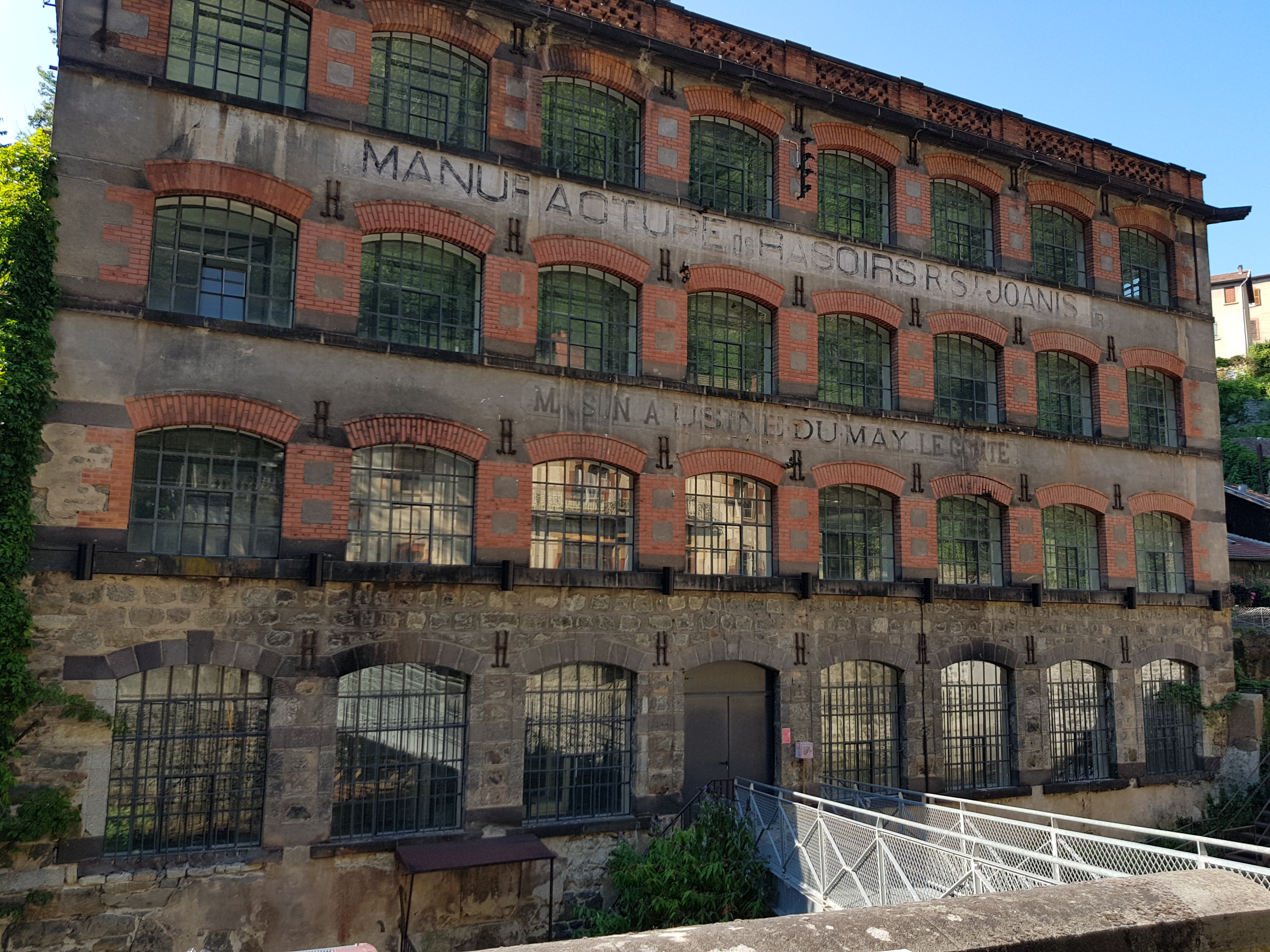
L'usine du May, désormais un lieu qui accueille des expositions culturelles.
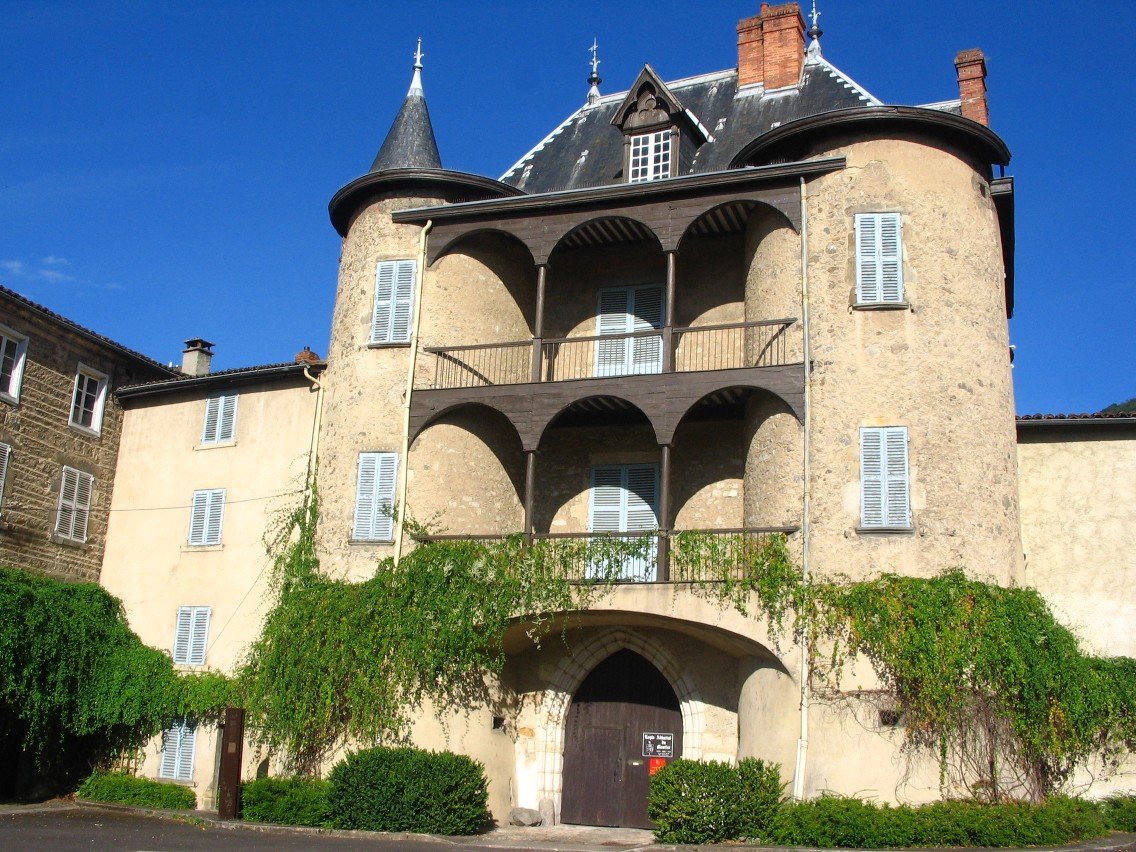
La façade principale de l'abbaye du Moutier.
Intérieur de l'église Saint-Symphorien.
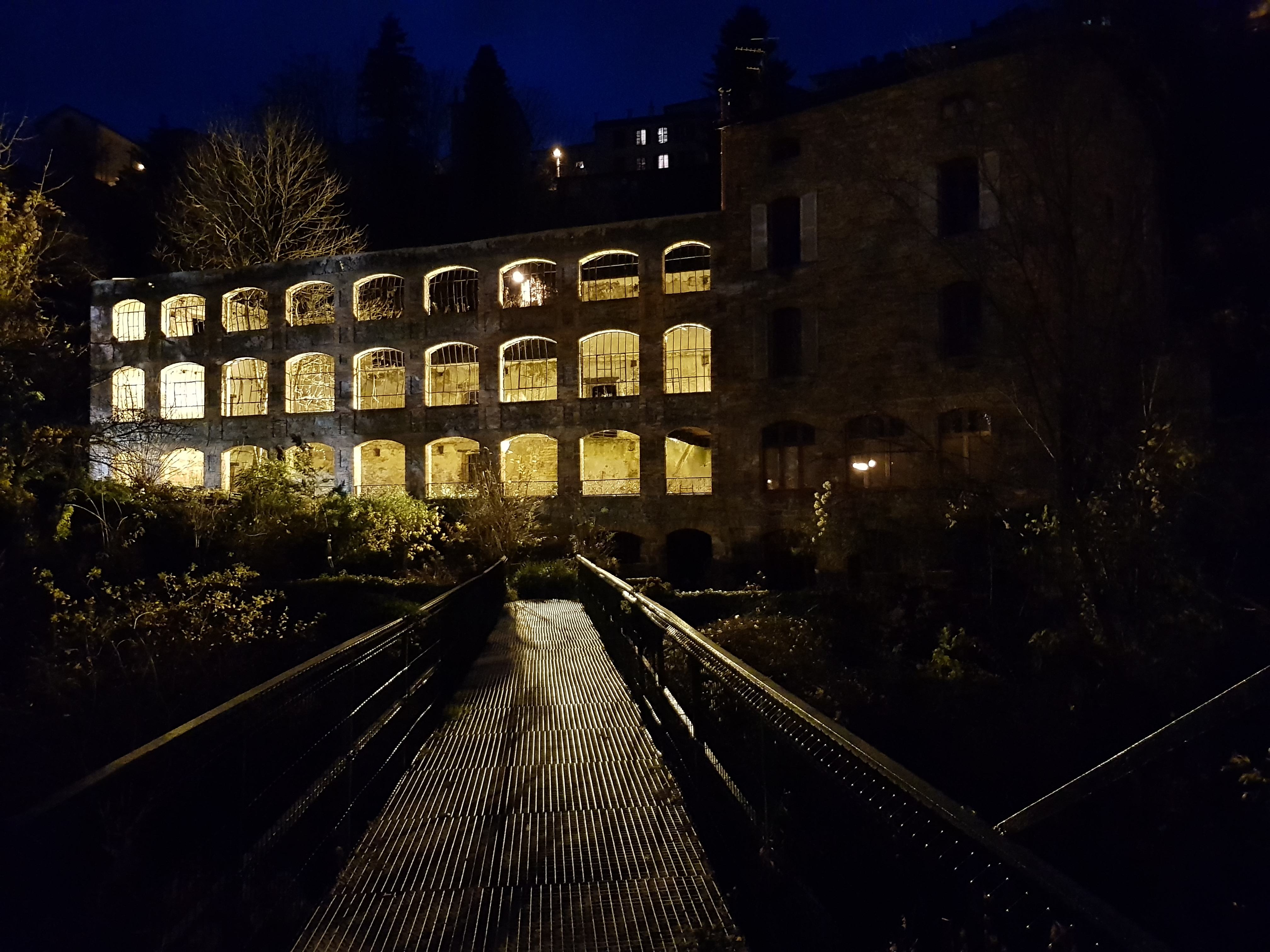
L'usine du Faux-Martel éclairée de nuit.

#### Écotourisme
Des circuits de randonnées pédestres, balisés, sont tracés le long du lit de la Durolle. Ils permettent aux randonneurs de découvrir des paysages de vallées et de pitons volcaniques à l'image de la vallée des Rouets. Dans ces circuits, des panneaux expliquent et présentent plusieurs espèces végétales présentes dans les gorges de la Durolle. D'autres suivent le cours de la Durolle sans s'en approcher mais en la surplombant, à l'image du sentier des Margerides.

## Protection

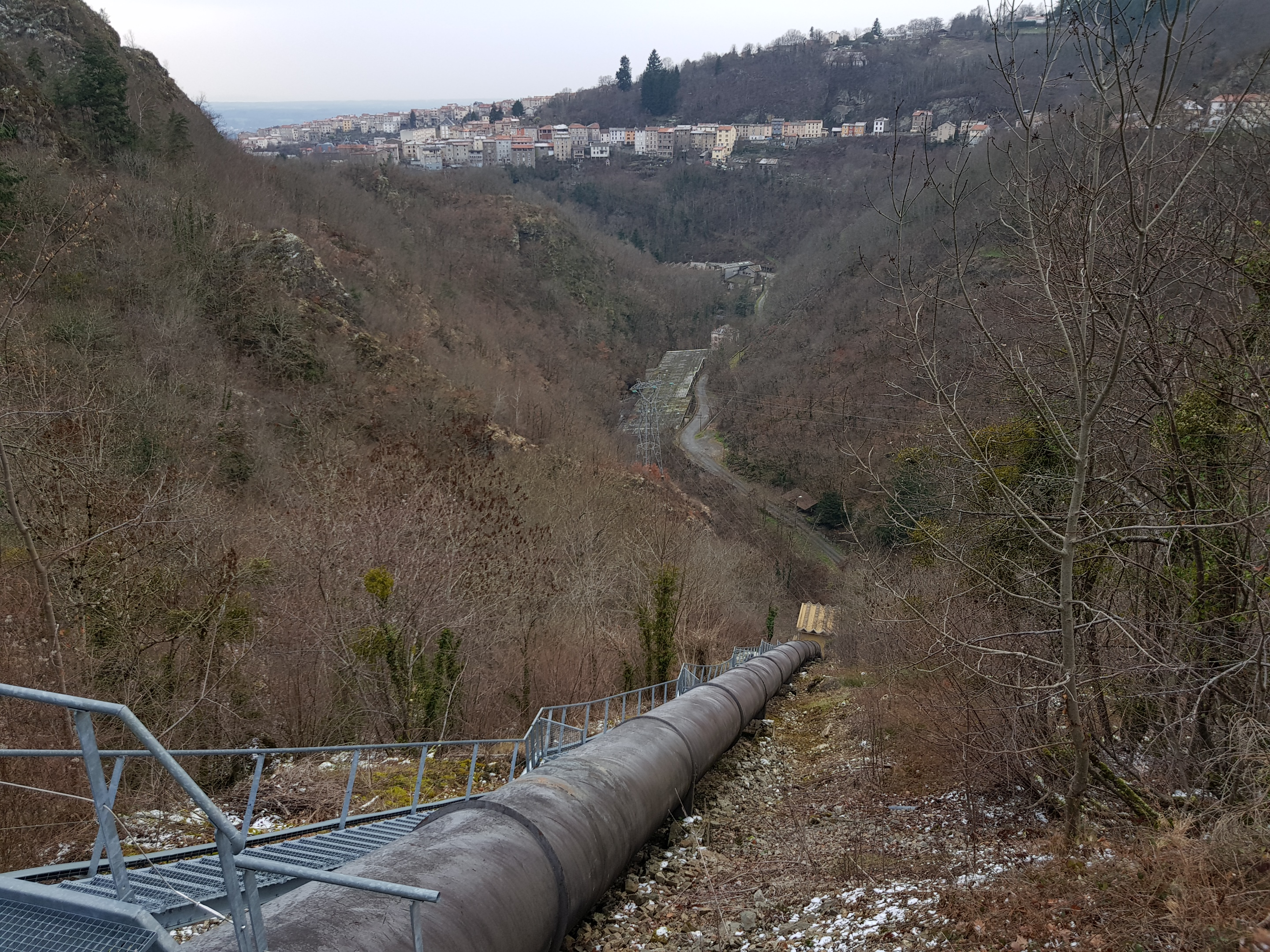
Vue de la zone de protection de la faune et de la flore en bas de la conduite forcée.

La vallée de la Durolle est incluse dans le périmètre du parc naturel régional Livradois-Forez.
Les gorges de la Durolle sont en partie protégées par le réseau ZNIEFF (zones naturelles d’intérêt écologique faunistique et floristique). En effet, les espèces végétales et animales présentes en nombre dans les vallées de la rivière sont jugées « assez intéressantes sur le plan patrimonial ».
La vallée de la Durolle est partiellement protégée par le plan de sauvegarde et de mise en valeur de la commune de Thiers de décembre 1980. Seule la partie ouest de la vallée est concernée par ce dernier. Elle l'est également par le plan local d'urbanisme de la même ville.
La vallée compte également plusieurs édifices protégés par le label des monuments historiques. Ainsi, l'usine du May, les forges Mondière, le pont de Seychalles, l'église Saint-Jean de Thiers et l'abbaye du Moutier sont inscrits sur cette liste.

## Dans les arts
Le centre d'art du Creux de l'enfer édite une collection éditoriale de poche intitulée « Mes pas à faire au Creux de l’enfer ». Il accompagne le cycle d’exposition annuel « Les Enfants du Sabbat » avec la participation de Clermont Auvergne Métropole et de la métropole de Lyon. Il coproduit également les livres des artistes ayant exposé leurs œuvres dans le bâtiment comme Mona Hatoum en 2000, Pierre Ardouvin en 2004, Didier Marcel en 2006, Franck Scurti en 2010 ou encore Armand Jalut en 2012. En 2017, l'artiste peintre Mireille Fustier peint l'ancienne coutellerie et sa cascade. Inspirée par les paysages locaux, elle s'intéresse aux bâtiments de la vallée des Usines et plus particulièrement à l'usine du Creux de l'enfer.
Dans son livre intitulé La ville noire, George Sand décrit la Durolle et ses usines à plusieurs reprises. Elle présente l'usine du Creux de l'enfer comme un site qui se fait encore appeler le « val d’enfer » ou le « passage des fées » et se voit même nommé « au bord du saut d’enfer ». Elle raconte également que lorsque l'usine du May fut incendiée — événement fréquent dans les gorges de la Durolle —, une femme et ses enfants se jetèrent dans les tourbillons du torrent pour échapper aux morsures des flammes.